# Ludovingi

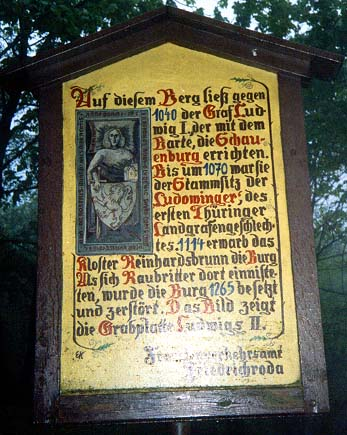
Pannello informativo presso le rovine del castello della famiglia Ludovingia presso Schauenburg vicino a Friedrichroda.

I Ludovingi o Ludovingiani (in tedesco Ludowinger) furono la dinastia dominante della Turingia e dell'Assia durante l'XI e il XIII secolo.
Il fondatore della dinastia fu Luigi il Barbuto che discendeva da una nobile famiglia la cui genealogia non può essere determinata con precisione. Come i Reginbodo, famiglia in cui erano imparentati, erano in stretto contatto con l'arcivescovado di Magonza e possedevano proprietà sul Medio Meno.
La linea maschile di Ludovingi si estinse con la morte di Enrico Raspe nel 1247, che portò alla guerra della successione della Turingia.

## Storia
Intorno al 1040 Luigi il Barbuto ricevette un feudo a nord della selva di Turingia e possedeva il castello (ora in rovina) di Schauenburg vicino a Friedrichroda. Tuttavia queste origini sono leggendarie e basate esclusivamente su fonti non verificabili di Reinhardsbrunn.
Intorno al 1080 i figli di Luigi, Luigi il Saltatore e Berengario di Sangerhausen, fondarono l'abbazia di Kloster Schönrain nella terra dei loro antenati, la Franconia centrale. In un atto del 1100, i fratelli vengono citati come conti di Schauenburg.
Nel periodo che seguì, i Ludovingi ampliarono i loro possedimenti in Turingia, ad esempio intorno a Sangerhausen, l'eredità di Cecilia, moglie di Luigi il Barbuto (che morì intorno al 1080); un'altra acquisizione fu intorno alle terre sul fiume Unstrut, appartenute all'Odoniana Adelaide di Stade († 18 ottobre 1110), che, prima di sposare Luigi il Saltatore, era rimasta vedova del conte palatino di Sassonia Federico III: ella, nel suo testamento, affidò i suoi possedimenti al marito Luigi il Saltatore. Quest'ultimo costruì il castello di Wartburg (menzionato per la prima volta nel 1080) sopra Eisenach elevandola a nuova residenza e nel 1085 fondò Reinhardsbrunn, da allora in poi il monastero della famiglia.
Nel periodo burrascoso della lotta per le investiture, Luigi il Saltatore fu uno dei principali oppositori dell'Imperatore Enrico V di Franconia. La distinta posizione anti-imperiale dei Ludovingi, la loro posizione politica di spicco e altri fattori hanno indotto Wolfgang Hartmann a proporre che, tra i famosi benefattori ritratti nella cattedrale di Naumburg, ci siano le statue del fondatore di Wartburg, Luigi e di sua moglie Adelaide.
Già prima del 1122 il territorio della famiglia si espanse sotto i figli di Luigi, Ludovico ed Enrico, acquisendo proprietà vicino a Marburg e Kassel, in particolare attraverso il matrimonio di Ludovico I († 1140) con Edvige di Gudensberg, figlia ed erede del conte del gau dell'Assia, Giso IV, grazie alla quale, dopo la morte di Giso V nel 1137, la vasta eredità della dinastia di Giso (Gisonen) e dei conti di Werner nell'Assia settentrionale furono aggiunti al loro dominio. Il legame stabilitosi tra la Turingia e gran parte dell'Assia non fu interrotto fino alla guerra di successione della Turingia. Fino al 1247, le terre dell'Assia dei Ludovingi erano in gran parte governate dai fratelli minori dei langravi, che portavano il titolo di conte di Gudensberg e di Assia e risiedevano a Gudensberg e Marburg; furono investiti di questo titolo Enrico Raspe I, Enrico Raspe II, Enrico Raspe III e Corrado Raspe.
Nel 1131 Ludovico fu elevato dall'imperatore Lotario II di Suppliburgo al rango di langravio di Turingia. Di conseguenza la Turingia, come territorio imperialmente immediato, venne separato dal ducato di Sassonia. Intorno alla metà del XII secolo, fu fondata la zecca langraviale ad Eisenach e, un po' più tardi, la zecca di Gotha, sempre di proprietà dei Ludovingi. Sotto Ludovico II e Ludovico III il territorio del langraviato fu ulteriormente ampliato, mentre Ermanno I cercò di rafforzare politicamente la posizione della sua famiglia, ad esempio attraverso dei buoni matrimoni per i suoi figli. Prima di ciò, Ermanno dovette resistere ai tentativi dell'imperatore Enrico VI, di trasformare il langraviato di Turingia in un feudo a seguito della morte del fratello di Ermanno, Ludovico III.
Il figlio di Ermanno, Ludovico IV, che sposò Elisabetta d'Ungheria, divenuta poi santa, sperava che, attraverso la tutela dei suoi nipoti, Enrico III, margravio di Meißen e all'poca ancora un bambino, potesse acquisire la marca di Meißen. Nel 1226 gli fu effettivamente promesso il trasferimento di questa, ma morì lo stesso anno, prima che fosse in grado di acquisire il titolo in modo effettivo.
Nel 1241, in seguito alla morte dell'unico figlio di Ludovico IV, il diciannovenne Ermanno II, il fratello di Ludovico, Enrico Raspe, ereditò il langraviato, che aveva già governato come reggente durante la minor età del nipote. Un secondo fratello, Corrado Raspe, governava le proprietà della famiglia dell'Assia, ma entrò nell'Ordine Teutonico nel 1234, diventando presto il suo Hochmeister. Enrico Raspe, che nel 1246 fu eletto antire tedesco, morì nel 1247. Alla sua morte si estinse la linea maschile dei Ludovingi. Nel 1243 Enrico Raspe aveva già predisposto che suo nipote, il già citato Enrico III, margravio di Meißen, venisse investito del langraviato di Turingia. 

Nel 1249 Enrico fu in grado di validare le sue pretese in Turingia a seguito di alcune operazioni militari, conclusesi con il trattato di Weißenfels. Questi diritti non furono inizialmente riconosciuti, tuttavia, da sua cugina Sofia di Brabante, figlia di Ludovico IV. Nel 1259, con l'aiuto di Alberto I di Brunswick-Lüneburg, tentò di ottenere un punto d'appoggio militare in Turingia. Dopo una pesante sconfitta a Besenstedt vicino a Wettin nell'ottobre 1263, alla fine dovette rinunciare a tutte le pretese nei confronti della Turingia l'anno seguente; nonostante ciò, riuscì a garantire le rivendicazioni di suo figlio, Enrico I, sulle terre della famiglia in Assia, divenendo langravio d'Assia; signore indipendente, nel 1291, il langraviato divenne un principato imperiale.

## Elenco dei regni e dei conti e langravi Ludovingi
- 1031–1056 Luigi il Barbuto (conte di Schauenburg);
- 1056–1123 Luigi il Saltatore (conte di Schauenburg);
- 1123-1140 Ludovico I (primo langravio dal 1131);
- 1140-1172 Ludovico II il Ferrato;
- 1172-1190 Ludovico III il Pio;
- 1190-1217 Ermanno I;
- 1217-1227 Ludovico IV il Santo;
- 1227-1241 Ermanno II;
- 1241-1247 Enrico Raspe.

## Albero genealogico
|                                                               |                                                               |                                                               |                                                               |                                                               |                                                               |                              |                              |                                      |                                      |                                      |                                      |                                                                  |                                                                  |                                                                  |                                                                  |                                                                      |                                                                      |                                                                      |                                                                      | | | | | | |                                                                |                                                                |                                                                              |                                                                              |                                                                              |                                                                              |                                                                                               |                                                                                               |                                                                                               |                                                                                               |                                                                                               |                                                                                               |                                      |                                      |                                                                    |                                                                    |                                                                    |                                                                    |                                                                               |                                                                               |                                                                               |                                                                               |                                                                               |                                                                               |                                                                |                                                                |                                                                |                                                                |                                                          |                                                          |                                                                             |                                                                             |                                                                             |                                                                             |                                                                             |                                                                             |                                                                          |                                                                          |                                                             |                                                             |                                                             |                                                             |                                                             |                                                             |                                                     |                                                     |                                              |                                              |                                              |                                              |                                              |                                              |                         |                         |                             |                             |                                                          |                                                          |                                                          |                                                          |                                                          |                                                          |                                                                 |                                                                 |                                                                 |                                                                 |                                                                 |                                                                 |                                                   |                                                   |                                                                           |                                                                           |                                                                           |                                                                           |                                                                           |                                                                           |                                                                   |                                                                   |                        |                        |                        |                        |                        |                        |           |           |                            |                            |                            |                            |                            |                            |  |  |  |  |  |  |  |  |  |  |  |  |  |  |  |  |  |  |
|                                                               |                                                               |                                                               |                                                               |                                                               |                                                               |                              |                              |                                      |                                      |                                      |                                      |                                                                  |                                                                  |                                                                  |                                                                  |                                                                      |                                                                      |                                                                      |                                                                      | | | | | | |                                                                |                                                                |                                                                              |                                                                              |                                                                              |                                                                              |                                                                                               |                                                                                               |                                                                                               |                                                                                               |                                                                                               |                                                                                               |                                      |                                      |                                                                    |                                                                    |                                                                    |                                                                    |                                                                               |                                                                               |                                                                               |                                                                               |                                                                               |                                                                               |                                                                |                                                                |                                                                |                                                                |                                                          |                                                          |                                                                             |                                                                             |                                                                             |                                                                             |                                                                             |                                                                             |                                                                          |                                                                          |                                                             |                                                             |                                                             |                                                             |                                                             |                                                             |                                                     |                                                     |                                              |                                              |                                              |                                              |                                              |                                              |                         |                         |                             |                             |                                                          |                                                          |                                                          |                                                          |                                                          |                                                          |                                                                 |                                                                 |                                                                 |                                                                 |                                                                 |                                                                 |                                                   |                                                   |                                                                           |                                                                           |                                                                           |                                                                           |                                                                           |                                                                           |                                                                   |                                                                   |                        |                        |                        |                        |                        |                        |           |           |                            |                            |                            |                            |                            |                            |  |  |  |  |  |  |  |  |  |  |  |  |  |  |  |  |  |  |
|                                                               |                                                               |                                                               |                                                               |                                                               |                                                               |                              |                              |                                      |                                      |                                      |                                      |                                                                  |                                                                  |                                                                  |                                                                  | uomo dal nome sconosciuto                                            | uomo dal nome sconosciuto                                            | uomo dal nome sconosciuto                                            | uomo dal nome sconosciuto                                            | uomo dal nome sconosciuto                                                                             | uomo dal nome sconosciuto                                                                             | | | donna dal nome sconosciuto                                                                            | donna dal nome sconosciuto                                                                            | donna dal nome sconosciuto                                     | donna dal nome sconosciuto                                     | donna dal nome sconosciuto                                                   | donna dal nome sconosciuto                                                   |                                                                              |                                                                              | Hamzo canonico ad Halberstadt                                                                 | Hamzo canonico ad Halberstadt                                                                 | Hamzo canonico ad Halberstadt                                                                 | Hamzo canonico ad Halberstadt                                                                 | Hamzo canonico ad Halberstadt                                                                 | Hamzo canonico ad Halberstadt                                                                 |                                      |                                      |                                                                    |                                                                    |                                                                    |                                                                    |                                                                               |                                                                               |                                                                               |                                                                               |                                                                               |                                                                               |                                                                |                                                                |                                                                |                                                                |                                                          |                                                          |                                                                             |                                                                             | Ludovingi                                                                   | Ludovingi                                                                   | Ludovingi                                                                   | Ludovingi                                                                   | Ludovingi                                                                | Ludovingi                                                                |                                                             |                                                             |                                                             |                                                             |                                                             |                                                             |                                                     |                                                     |                                              |                                              |                                              |                                              |                                              |                                              |                         |                         |                             |                             |                                                          |                                                          |                                                          |                                                          |                                                          |                                                          |                                                                 |                                                                 |                                                                 |                                                                 |                                                                 |                                                                 |                                                   |                                                   |                                                                           |                                                                           |                                                                           |                                                                           |                                                                           |                                                                           |                                                                   |                                                                   |                        |                        |                        |                        |                        |                        |           |           |                            |                            |                            |                            |                            |                            |  |  |  |  |  |  |  |  |  |  |  |  |  |  |  |  |  |  |
|                                                               |                                                               |                                                               |                                                               |                                                               |                                                               |                              |                              |                                      |                                      |                                      |                                      |                                                                  |                                                                  |                                                                  |                                                                  | uomo dal nome sconosciuto                                            | uomo dal nome sconosciuto                                            | uomo dal nome sconosciuto                                            | uomo dal nome sconosciuto                                            | uomo dal nome sconosciuto                                                                             | uomo dal nome sconosciuto                                                                             | | | donna dal nome sconosciuto                                                                            | donna dal nome sconosciuto                                                                            | donna dal nome sconosciuto                                     | donna dal nome sconosciuto                                     | donna dal nome sconosciuto                                                   | donna dal nome sconosciuto                                                   |                                                                              |                                                                              | Hamzo canonico ad Halberstadt                                                                 | Hamzo canonico ad Halberstadt                                                                 | Hamzo canonico ad Halberstadt                                                                 | Hamzo canonico ad Halberstadt                                                                 | Hamzo canonico ad Halberstadt                                                                 | Hamzo canonico ad Halberstadt                                                                 |                                      |                                      |                                                                    |                                                                    |                                                                    |                                                                    |                                                                               |                                                                               |                                                                               |                                                                               |                                                                               |                                                                               |                                                                |                                                                |                                                                |                                                                |                                                          |                                                          |                                                                             |                                                                             | Ludovingi                                                                   | Ludovingi                                                                   | Ludovingi                                                                   | Ludovingi                                                                   | Ludovingi                                                                | Ludovingi                                                                |                                                             |                                                             |                                                             |                                                             |                                                             |                                                             |                                                     |                                                     |                                              |                                              |                                              |                                              |                                              |                                              |                         |                         |                             |                             |                                                          |                                                          |                                                          |                                                          |                                                          |                                                          |                                                                 |                                                                 |                                                                 |                                                                 |                                                                 |                                                                 |                                                   |                                                   |                                                                           |                                                                           |                                                                           |                                                                           |                                                                           |                                                                           |                                                                   |                                                                   |                        |                        |                        |                        |                        |                        |           |           |                            |                            |                            |                            |                            |                            |  |  |  |  |  |  |  |  |  |  |  |  |  |  |  |  |  |  |
|                                                               |                                                               |                                                               |                                                               |                                                               |                                                               |                              |                              |                                      |                                      |                                      |                                      |                                                                  |                                                                  |                                                                  |                                                                  |                                                                      |                                                                      |                                                                      |                                                                      | | | | | | |                                                                |                                                                |                                                                              |                                                                              |                                                                              |                                                                              |                                                                                               |                                                                                               |                                                                                               |                                                                                               |                                                                                               |                                                                                               |                                      |                                      |                                                                    |                                                                    |                                                                    |                                                                    |                                                                               |                                                                               |                                                                               |                                                                               |                                                                               |                                                                               |                                                                |                                                                |                                                                |                                                                |                                                          |                                                          |                                                                             |                                                                             |                                                                             |                                                                             |                                                                             |                                                                             |                                                                          |                                                                          |                                                             |                                                             |                                                             |                                                             |                                                             |                                                             |                                                     |                                                     |                                              |                                              |                                              |                                              |                                              |                                              |                         |                         |                             |                             |                                                          |                                                          |                                                          |                                                          |                                                          |                                                          |                                                                 |                                                                 |                                                                 |                                                                 |                                                                 |                                                                 |                                                   |                                                   |                                                                           |                                                                           |                                                                           |                                                                           |                                                                           |                                                                           |                                                                   |                                                                   |                        |                        |                        |                        |                        |                        |           |           |                            |                            |                            |                            |                            |                            |  |  |  |  |  |  |  |  |  |  |  |  |  |  |  |  |  |  |
|                                                               |                                                               |                                                               |                                                               |                                                               |                                                               |                              |                              |                                      |                                      |                                      |                                      |                                                                  |                                                                  |                                                                  |                                                                  |                                                                      |                                                                      |                                                                      |                                                                      | | | | | | |                                                                |                                                                |                                                                              |                                                                              |                                                                              |                                                                              |                                                                                               |                                                                                               |                                                                                               |                                                                                               |                                                                                               |                                                                                               |                                      |                                      |                                                                    |                                                                    |                                                                    |                                                                    |                                                                               |                                                                               |                                                                               |                                                                               |                                                                               |                                                                               |                                                                |                                                                |                                                                |                                                                |                                                          |                                                          |                                                                             |                                                                             |                                                                             |                                                                             |                                                                             |                                                                             |                                                                          |                                                                          |                                                             |                                                             |                                                             |                                                             |                                                             |                                                             |                                                     |                                                     |                                              |                                              |                                              |                                              |                                              |                                              |                         |                         |                             |                             |                                                          |                                                          |                                                          |                                                          |                                                          |                                                          |                                                                 |                                                                 |                                                                 |                                                                 |                                                                 |                                                                 |                                                   |                                                   |                                                                           |                                                                           |                                                                           |                                                                           |                                                                           |                                                                           |                                                                   |                                                                   |                        |                        |                        |                        |                        |                        |           |           |                            |                            |                            |                            |                            |                            |  |  |  |  |  |  |  |  |  |  |  |  |  |  |  |  |  |  |
|                                                               |                                                               |                                                               |                                                               |                                                               |                                                               |                              |                              | Cecilia di Sangerhausen              | Cecilia di Sangerhausen              | Cecilia di Sangerhausen              | Cecilia di Sangerhausen              | Cecilia di Sangerhausen                                          | Cecilia di Sangerhausen                                          |                                                                  |                                                                  | Luigi il Barbuto († 1080 circa) fondatore della dinastia             | Luigi il Barbuto († 1080 circa) fondatore della dinastia             | Luigi il Barbuto († 1080 circa) fondatore della dinastia             | Luigi il Barbuto († 1080 circa) fondatore della dinastia             | Luigi il Barbuto († 1080 circa) fondatore della dinastia                                              | Luigi il Barbuto († 1080 circa) fondatore della dinastia                                              | | | Ugo                                                                                                   | Ugo                                                                                                   | Ugo                                                            | Ugo                                                            | Ugo                                                                          | Ugo                                                                          |                                                                              |                                                                              | donna dal nome sconosciuto                                                                    | donna dal nome sconosciuto                                                                    | donna dal nome sconosciuto                                                                    | donna dal nome sconosciuto                                                                    | donna dal nome sconosciuto                                                                    | donna dal nome sconosciuto                                                                    |                                      |                                      |                                                                    |                                                                    |                                                                    |                                                                    |                                                                               |                                                                               |                                                                               |                                                                               |                                                                               |                                                                               |                                                                |                                                                |                                                                |                                                                |                                                          |                                                          |                                                                             |                                                                             |                                                                             |                                                                             |                                                                             |                                                                             |                                                                          |                                                                          |                                                             |                                                             |                                                             |                                                             |                                                             |                                                             |                                                     |                                                     |                                              |                                              |                                              |                                              |                                              |                                              |                         |                         |                             |                             |                                                          |                                                          |                                                          |                                                          |                                                          |                                                          |                                                                 |                                                                 |                                                                 |                                                                 |                                                                 |                                                                 |                                                   |                                                   |                                                                           |                                                                           |                                                                           |                                                                           |                                                                           |                                                                           |                                                                   |                                                                   |                        |                        |                        |                        |                        |                        |           |           |                            |                            |                            |                            |                            |                            |  |  |  |  |  |  |  |  |  |  |  |  |  |  |  |  |  |  |
|                                                               |                                                               |                                                               |                                                               |                                                               |                                                               |                              |                              | Cecilia di Sangerhausen              | Cecilia di Sangerhausen              | Cecilia di Sangerhausen              | Cecilia di Sangerhausen              | Cecilia di Sangerhausen                                          | Cecilia di Sangerhausen                                          |                                                                  |                                                                  | Luigi il Barbuto († 1080 circa) fondatore della dinastia             | Luigi il Barbuto († 1080 circa) fondatore della dinastia             | Luigi il Barbuto († 1080 circa) fondatore della dinastia             | Luigi il Barbuto († 1080 circa) fondatore della dinastia             | Luigi il Barbuto († 1080 circa) fondatore della dinastia                                              | Luigi il Barbuto († 1080 circa) fondatore della dinastia                                              | | | Ugo                                                                                                   | Ugo                                                                                                   | Ugo                                                            | Ugo                                                            | Ugo                                                                          | Ugo                                                                          |                                                                              |                                                                              | donna dal nome sconosciuto                                                                    | donna dal nome sconosciuto                                                                    | donna dal nome sconosciuto                                                                    | donna dal nome sconosciuto                                                                    | donna dal nome sconosciuto                                                                    | donna dal nome sconosciuto                                                                    |                                      |                                      |                                                                    |                                                                    |                                                                    |                                                                    |                                                                               |                                                                               |                                                                               |                                                                               |                                                                               |                                                                               |                                                                |                                                                |                                                                |                                                                |                                                          |                                                          |                                                                             |                                                                             |                                                                             |                                                                             |                                                                             |                                                                             |                                                                          |                                                                          |                                                             |                                                             |                                                             |                                                             |                                                             |                                                             |                                                     |                                                     |                                              |                                              |                                              |                                              |                                              |                                              |                         |                         |                             |                             |                                                          |                                                          |                                                          |                                                          |                                                          |                                                          |                                                                 |                                                                 |                                                                 |                                                                 |                                                                 |                                                                 |                                                   |                                                   |                                                                           |                                                                           |                                                                           |                                                                           |                                                                           |                                                                           |                                                                   |                                                                   |                        |                        |                        |                        |                        |                        |           |           |                            |                            |                            |                            |                            |                            |  |  |  |  |  |  |  |  |  |  |  |  |  |  |  |  |  |  |
|                                                               |                                                               |                                                               |                                                               |                                                               |                                                               |                              |                              |                                      |                                      |                                      |                                      |                                                                  |                                                                  |                                                                  |                                                                  |                                                                      |                                                                      |                                                                      |                                                                      | | | | | | |                                                                |                                                                |                                                                              |                                                                              |                                                                              |                                                                              |                                                                                               |                                                                                               |                                                                                               |                                                                                               |                                                                                               |                                                                                               |                                      |                                      |                                                                    |                                                                    |                                                                    |                                                                    |                                                                               |                                                                               |                                                                               |                                                                               |                                                                               |                                                                               |                                                                |                                                                |                                                                |                                                                |                                                          |                                                          |                                                                             |                                                                             |                                                                             |                                                                             |                                                                             |                                                                             |                                                                          |                                                                          |                                                             |                                                             |                                                             |                                                             |                                                             |                                                             |                                                     |                                                     |                                              |                                              |                                              |                                              |                                              |                                              |                         |                         |                             |                             |                                                          |                                                          |                                                          |                                                          |                                                          |                                                          |                                                                 |                                                                 |                                                                 |                                                                 |                                                                 |                                                                 |                                                   |                                                   |                                                                           |                                                                           |                                                                           |                                                                           |                                                                           |                                                                           |                                                                   |                                                                   |                        |                        |                        |                        |                        |                        |           |           |                            |                            |                            |                            |                            |                            |  |  |  |  |  |  |  |  |  |  |  |  |  |  |  |  |  |  |
|                                                               |                                                               |                                                               |                                                               |                                                               |                                                               |                              |                              |                                      |                                      |                                      |                                      |                                                                  |                                                                  |                                                                  |                                                                  |                                                                      |                                                                      |                                                                      |                                                                      | | | | | | |                                                                |                                                                | Whicmann                                                                     |                                                                              |                                                                              |                                                                              |                                                                                               |                                                                                               |                                                                                               |                                                                                               |                                                                                               |                                                                                               |                                      |                                      |                                                                    |                                                                    |                                                                    |                                                                    |                                                                               |                                                                               |                                                                               |                                                                               |                                                                               |                                                                               |                                                                |                                                                |                                                                |                                                                |                                                          |                                                          |                                                                             |                                                                             |                                                                             |                                                                             |                                                                             |                                                                             |                                                                          |                                                                          |                                                             |                                                             |                                                             |                                                             |                                                             |                                                             |                                                     |                                                     |                                              |                                              |                                              |                                              |                                              |                                              |                         |                         |                             |                             |                                                          |                                                          |                                                          |                                                          |                                                          |                                                          |                                                                 |                                                                 |                                                                 |                                                                 |                                                                 |                                                                 |                                                   |                                                   |                                                                           |                                                                           |                                                                           |                                                                           |                                                                           |                                                                           |                                                                   |                                                                   |                        |                        |                        |                        |                        |                        |           |           |                            |                            |                            |                            |                            |                            |  |  |  |  |  |  |  |  |  |  |  |  |  |  |  |  |  |  |
|                                                               |                                                               |                                                               |                                                               |                                                               |                                                               |                              |                              |                                      |                                      |                                      |                                      |                                                                  |                                                                  |                                                                  |                                                                  |                                                                      |                                                                      |                                                                      |                                                                      | | | | | | |                                                                |                                                                |                                                                              |                                                                              |                                                                              |                                                                              |                                                                                               |                                                                                               |                                                                                               |                                                                                               |                                                                                               |                                                                                               |                                      |                                      |                                                                    |                                                                    |                                                                    |                                                                    |                                                                               |                                                                               |                                                                               |                                                                               |                                                                               |                                                                               |                                                                |                                                                |                                                                |                                                                |                                                          |                                                          |                                                                             |                                                                             |                                                                             |                                                                             |                                                                             |                                                                             |                                                                          |                                                                          |                                                             |                                                             |                                                             |                                                             |                                                             |                                                             |                                                     |                                                     |                                              |                                              |                                              |                                              |                                              |                                              |                         |                         |                             |                             |                                                          |                                                          |                                                          |                                                          |                                                          |                                                          |                                                                 |                                                                 |                                                                 |                                                                 |                                                                 |                                                                 |                                                   |                                                   |                                                                           |                                                                           |                                                                           |                                                                           |                                                                           |                                                                           |                                                                   |                                                                   |                        |                        |                        |                        |                        |                        |           |           |                            |                            |                            |                            |                            |                            |  |  |  |  |  |  |  |  |  |  |  |  |  |  |  |  |  |  |
|                                                               |                                                               |                                                               |                                                               |                                                               |                                                               |                              |                              |                                      |                                      |                                      |                                      |                                                                  |                                                                  |                                                                  |                                                                  |                                                                      |                                                                      |                                                                      |                                                                      | | | | | | |                                                                |                                                                |                                                                              |                                                                              |                                                                              |                                                                              |                                                                                               |                                                                                               |                                                                                               |                                                                                               |                                                                                               |                                                                                               |                                      |                                      |                                                                    |                                                                    |                                                                    |                                                                    |                                                                               |                                                                               |                                                                               |                                                                               |                                                                               |                                                                               |                                                                |                                                                |                                                                |                                                                |                                                          |                                                          |                                                                             |                                                                             |                                                                             |                                                                             |                                                                             |                                                                             |                                                                          |                                                                          |                                                             |                                                             |                                                             |                                                             |                                                             |                                                             |                                                     |                                                     |                                              |                                              |                                              |                                              |                                              |                                              |                         |                         |                             |                             |                                                          |                                                          |                                                          |                                                          |                                                          |                                                          |                                                                 |                                                                 |                                                                 |                                                                 |                                                                 |                                                                 |                                                   |                                                   |                                                                           |                                                                           |                                                                           |                                                                           |                                                                           |                                                                           |                                                                   |                                                                   |                        |                        |                        |                        |                        |                        |           |           |                            |                            |                            |                            |                            |                            |  |  |  |  |  |  |  |  |  |  |  |  |  |  |  |  |  |  |
| donna sassone (forse)                                         | donna sassone (forse)                                         | donna sassone (forse)                                         | donna sassone (forse)                                         | donna sassone (forse)                                         | donna sassone (forse)                                         |                              |                              | Luigi il Saltatore († 8 maggio 1123) | Luigi il Saltatore († 8 maggio 1123) | Luigi il Saltatore († 8 maggio 1123) | Luigi il Saltatore († 8 maggio 1123) | Luigi il Saltatore († 8 maggio 1123)                             | Luigi il Saltatore († 8 maggio 1123)                             |                                                                  |                                                                  | Adelaide di Stade († 18 ottobre 1110) dinastia degli Odoniani        | Adelaide di Stade († 18 ottobre 1110) dinastia degli Odoniani        | Adelaide di Stade († 18 ottobre 1110) dinastia degli Odoniani        | Adelaide di Stade († 18 ottobre 1110) dinastia degli Odoniani        | Adelaide di Stade († 18 ottobre 1110) dinastia degli Odoniani                                         | Adelaide di Stade († 18 ottobre 1110) dinastia degli Odoniani                                         | | | Berengario († prima del 25 luglio 1110)                                                               | Berengario († prima del 25 luglio 1110)                                                               | Berengario († prima del 25 luglio 1110)                        | Berengario († prima del 25 luglio 1110)                        | Berengario († prima del 25 luglio 1110)                                      | Berengario († prima del 25 luglio 1110)                                      |                                                                              |                                                                              | Bertrada dinastia Wettin                                                                      | Bertrada dinastia Wettin                                                                      | Bertrada dinastia Wettin                                                                      | Bertrada dinastia Wettin                                                                      | Bertrada dinastia Wettin                                                                      | Bertrada dinastia Wettin                                                                      |                                      |                                      | Poppo IV di Hanneberg († 7 agosto 1078)                            | Poppo IV di Hanneberg († 7 agosto 1078)                            | Poppo IV di Hanneberg († 7 agosto 1078)                            | Poppo IV di Hanneberg († 7 agosto 1078)                            | Poppo IV di Hanneberg († 7 agosto 1078)                                       | Poppo IV di Hanneberg († 7 agosto 1078)                                       |                                                                               |                                                                               | Ildegarda                                                                     | Ildegarda                                                                     | Ildegarda                                                      | Ildegarda                                                      | Ildegarda                                                      | Ildegarda                                                      |                                                          |                                                          | Thimo II di Nordeck                                                         | Thimo II di Nordeck                                                         | Thimo II di Nordeck                                                         | Thimo II di Nordeck                                                         | Thimo II di Nordeck                                                         | Thimo II di Nordeck                                                         |                                                                          |                                                                          | Teodorico di Lindenbach                                     | Teodorico di Lindenbach                                     | Teodorico di Lindenbach                                     | Teodorico di Lindenbach                                     | Teodorico di Lindenbach                                     | Teodorico di Lindenbach                                     |                                                     |                                                     | Uta                                          | Uta                                          | Uta                                          | Uta                                          | Uta                                          | Uta                                          |                         |                         | Luigi I di Wippra           | Luigi I di Wippra           | Luigi I di Wippra                                        | Luigi I di Wippra                                        | Luigi I di Wippra                                        | Luigi I di Wippra                                        |                                                          |                                                          | Adelaide                                                        | Adelaide                                                        | Adelaide                                                        | Adelaide                                                        | Adelaide                                                        | Adelaide                                                        |                                                   |                                                   |                                                                           |                                                                           |                                                                           |                                                                           |                                                                           |                                                                           |                                                                   |                                                                   |                        |                        |                        |                        |                        |                        |           |           |                            |                            |                            |                            |                            |                            |  |  |  |  |  |  |  |  |  |  |  |  |  |  |  |  |  |  |
| donna sassone (forse)                                         | donna sassone (forse)                                         | donna sassone (forse)                                         | donna sassone (forse)                                         | donna sassone (forse)                                         | donna sassone (forse)                                         |                              |                              | Luigi il Saltatore († 8 maggio 1123) | Luigi il Saltatore († 8 maggio 1123) | Luigi il Saltatore († 8 maggio 1123) | Luigi il Saltatore († 8 maggio 1123) | Luigi il Saltatore († 8 maggio 1123)                             | Luigi il Saltatore († 8 maggio 1123)                             |                                                                  |                                                                  | Adelaide di Stade († 18 ottobre 1110) dinastia degli Odoniani        | Adelaide di Stade († 18 ottobre 1110) dinastia degli Odoniani        | Adelaide di Stade († 18 ottobre 1110) dinastia degli Odoniani        | Adelaide di Stade († 18 ottobre 1110) dinastia degli Odoniani        | Adelaide di Stade († 18 ottobre 1110) dinastia degli Odoniani                                         | Adelaide di Stade († 18 ottobre 1110) dinastia degli Odoniani                                         | | | Berengario († prima del 25 luglio 1110)                                                               | Berengario († prima del 25 luglio 1110)                                                               | Berengario († prima del 25 luglio 1110)                        | Berengario († prima del 25 luglio 1110)                        | Berengario († prima del 25 luglio 1110)                                      | Berengario († prima del 25 luglio 1110)                                      |                                                                              |                                                                              | Bertrada dinastia Wettin                                                                      | Bertrada dinastia Wettin                                                                      | Bertrada dinastia Wettin                                                                      | Bertrada dinastia Wettin                                                                      | Bertrada dinastia Wettin                                                                      | Bertrada dinastia Wettin                                                                      |                                      |                                      | Poppo IV di Hanneberg († 7 agosto 1078)                            | Poppo IV di Hanneberg († 7 agosto 1078)                            | Poppo IV di Hanneberg († 7 agosto 1078)                            | Poppo IV di Hanneberg († 7 agosto 1078)                            | Poppo IV di Hanneberg († 7 agosto 1078)                                       | Poppo IV di Hanneberg († 7 agosto 1078)                                       |                                                                               |                                                                               | Ildegarda                                                                     | Ildegarda                                                                     | Ildegarda                                                      | Ildegarda                                                      | Ildegarda                                                      | Ildegarda                                                      |                                                          |                                                          | Thimo II di Nordeck                                                         | Thimo II di Nordeck                                                         | Thimo II di Nordeck                                                         | Thimo II di Nordeck                                                         | Thimo II di Nordeck                                                         | Thimo II di Nordeck                                                         |                                                                          |                                                                          | Teodorico di Lindenbach                                     | Teodorico di Lindenbach                                     | Teodorico di Lindenbach                                     | Teodorico di Lindenbach                                     | Teodorico di Lindenbach                                     | Teodorico di Lindenbach                                     |                                                     |                                                     | Uta                                          | Uta                                          | Uta                                          | Uta                                          | Uta                                          | Uta                                          |                         |                         | Luigi I di Wippra           | Luigi I di Wippra           | Luigi I di Wippra                                        | Luigi I di Wippra                                        | Luigi I di Wippra                                        | Luigi I di Wippra                                        |                                                          |                                                          | Adelaide                                                        | Adelaide                                                        | Adelaide                                                        | Adelaide                                                        | Adelaide                                                        | Adelaide                                                        |                                                   |                                                   |                                                                           |                                                                           |                                                                           |                                                                           |                                                                           |                                                                           |                                                                   |                                                                   |                        |                        |                        |                        |                        |                        |           |           |                            |                            |                            |                            |                            |                            |  |  |  |  |  |  |  |  |  |  |  |  |  |  |  |  |  |  |
|                                                               |                                                               |                                                               |                                                               |                                                               |                                                               |                              |                              |                                      |                                      |                                      |                                      |                                                                  |                                                                  |                                                                  |                                                                  |                                                                      |                                                                      |                                                                      |                                                                      | | | | | | |                                                                |                                                                |                                                                              |                                                                              |                                                                              |                                                                              |                                                                                               |                                                                                               |                                                                                               |                                                                                               |                                                                                               |                                                                                               |                                      |                                      |                                                                    |                                                                    |                                                                    |                                                                    |                                                                               |                                                                               |                                                                               |                                                                               |                                                                               |                                                                               |                                                                |                                                                |                                                                |                                                                |                                                          |                                                          |                                                                             |                                                                             |                                                                             |                                                                             |                                                                             |                                                                             |                                                                          |                                                                          |                                                             |                                                             |                                                             |                                                             |                                                             |                                                             |                                                     |                                                     |                                              |                                              |                                              |                                              |                                              |                                              |                         |                         |                             |                             |                                                          |                                                          |                                                          |                                                          |                                                          |                                                          |                                                                 |                                                                 |                                                                 |                                                                 |                                                                 |                                                                 |                                                   |                                                   |                                                                           |                                                                           |                                                                           |                                                                           |                                                                           |                                                                           |                                                                   |                                                                   |                        |                        |                        |                        |                        |                        |           |           |                            |                            |                            |                            |                            |                            |  |  |  |  |  |  |  |  |  |  |  |  |  |  |  |  |  |  |
|                                                               |                                                               |                                                               |                                                               |                                                               |                                                               |                              |                              |                                      |                                      |                                      |                                      |                                                                  |                                                                  |                                                                  |                                                                  |                                                                      |                                                                      |                                                                      |                                                                      | | | | | | |                                                                |                                                                |                                                                              |                                                                              |                                                                              |                                                                              |                                                                                               |                                                                                               |                                                                                               |                                                                                               |                                                                                               |                                                                                               |                                      |                                      |                                                                    |                                                                    |                                                                    |                                                                    |                                                                               |                                                                               |                                                                               |                                                                               |                                                                               |                                                                               |                                                                |                                                                |                                                                |                                                                |                                                          |                                                          |                                                                             |                                                                             |                                                                             |                                                                             |                                                                             |                                                                             |                                                                          |                                                                          |                                                             |                                                             |                                                             |                                                             |                                                             |                                                             |                                                     |                                                     |                                              |                                              |                                              |                                              |                                              |                                              |                         |                         |                             |                             |                                                          |                                                          |                                                          |                                                          |                                                          |                                                          |                                                                 |                                                                 |                                                                 |                                                                 |                                                                 |                                                                 |                                                   |                                                   |                                                                           |                                                                           |                                                                           |                                                                           |                                                                           |                                                                           |                                                                   |                                                                   |                        |                        |                        |                        |                        |                        |           |           |                            |                            |                            |                            |                            |                            |  |  |  |  |  |  |  |  |  |  |  |  |  |  |  |  |  |  |
|                                                               |                                                               |                                                               |                                                               |                                                               |                                                               |                              |                              |                                      |                                      |                                      |                                      |                                                                  |                                                                  |                                                                  |                                                                  | Corrado († 1145)                                                     | Corrado († 1145)                                                     | Corrado († 1145)                                                     | Corrado († 1145)                                                     | Corrado († 1145)                                                                                      | Corrado († 1145)                                                                                      | | | Thimo di Wippra                                                                                       | Thimo di Wippra                                                                                       | Thimo di Wippra                                                | Thimo di Wippra                                                | Thimo di Wippra                                                              | Thimo di Wippra                                                              |                                                                              |                                                                              | Cunegonda                                                                                     | Cunegonda                                                                                     | Cunegonda                                                                                     | Cunegonda                                                                                     | Cunegonda                                                                                     | Cunegonda                                                                                     |                                      |                                      | tre figlie                                                         | tre figlie                                                         | tre figlie                                                         | tre figlie                                                         | tre figlie                                                                    | tre figlie                                                                    |                                                                               |                                                                               | due figli                                                                     | due figli                                                                     | due figli                                                      | due figli                                                      | due figli                                                      | due figli                                                      |                                                          |                                                          |                                                                             |                                                                             |                                                                             |                                                                             |                                                                             |                                                                             |                                                                          |                                                                          |                                                             |                                                             |                                                             |                                                             | un figlio e una figlia                                      | un figlio e una figlia                                      | un figlio e una figlia                              | un figlio e una figlia                              | un figlio e una figlia                       | un figlio e una figlia                       |                                              |                                              |                                              |                                              |                         |                         |                             |                             |                                                          |                                                          | un figlio                                                | un figlio                                                | un figlio                                                | un figlio                                                | un figlio                                                       | un figlio                                                       |                                                                 |                                                                 |                                                                 |                                                                 |                                                   |                                                   |                                                                           |                                                                           |                                                                           |                                                                           |                                                                           |                                                                           |                                                                   |                                                                   |                        |                        |                        |                        |                        |                        |           |           |                            |                            |                            |                            |                            |                            |  |  |  |  |  |  |  |  |  |  |  |  |  |  |  |  |  |  |
|                                                               |                                                               |                                                               |                                                               |                                                               |                                                               |                              |                              |                                      |                                      |                                      |                                      |                                                                  |                                                                  |                                                                  |                                                                  | Corrado († 1145)                                                     | Corrado († 1145)                                                     | Corrado († 1145)                                                     | Corrado († 1145)                                                     | Corrado († 1145)                                                                                      | Corrado († 1145)                                                                                      | | | Thimo di Wippra                                                                                       | Thimo di Wippra                                                                                       | Thimo di Wippra                                                | Thimo di Wippra                                                | Thimo di Wippra                                                              | Thimo di Wippra                                                              |                                                                              |                                                                              | Cunegonda                                                                                     | Cunegonda                                                                                     | Cunegonda                                                                                     | Cunegonda                                                                                     | Cunegonda                                                                                     | Cunegonda                                                                                     |                                      |                                      | tre figlie                                                         | tre figlie                                                         | tre figlie                                                         | tre figlie                                                         | tre figlie                                                                    | tre figlie                                                                    |                                                                               |                                                                               | due figli                                                                     | due figli                                                                     | due figli                                                      | due figli                                                      | due figli                                                      | due figli                                                      |                                                          |                                                          |                                                                             |                                                                             |                                                                             |                                                                             |                                                                             |                                                                             |                                                                          |                                                                          |                                                             |                                                             |                                                             |                                                             | un figlio e una figlia                                      | un figlio e una figlia                                      | un figlio e una figlia                              | un figlio e una figlia                              | un figlio e una figlia                       | un figlio e una figlia                       |                                              |                                              |                                              |                                              |                         |                         |                             |                             |                                                          |                                                          | un figlio                                                | un figlio                                                | un figlio                                                | un figlio                                                | un figlio                                                       | un figlio                                                       |                                                                 |                                                                 |                                                                 |                                                                 |                                                   |                                                   |                                                                           |                                                                           |                                                                           |                                                                           |                                                                           |                                                                           |                                                                   |                                                                   |                        |                        |                        |                        |                        |                        |           |           |                            |                            |                            |                            |                            |                            |  |  |  |  |  |  |  |  |  |  |  |  |  |  |  |  |  |  |
|                                                               |                                                               |                                                               |                                                               |                                                               |                                                               |                              |                              |                                      |                                      |                                      |                                      |                                                                  |                                                                  |                                                                  |                                                                  |                                                                      |                                                                      |                                                                      |                                                                      | | | | | | |                                                                |                                                                |                                                                              |                                                                              |                                                                              |                                                                              |                                                                                               |                                                                                               |                                                                                               |                                                                                               |                                                                                               |                                                                                               |                                      |                                      |                                                                    |                                                                    |                                                                    |                                                                    |                                                                               |                                                                               |                                                                               |                                                                               |                                                                               |                                                                               |                                                                |                                                                |                                                                |                                                                |                                                          |                                                          |                                                                             |                                                                             |                                                                             |                                                                             |                                                                             |                                                                             |                                                                          |                                                                          |                                                             |                                                             |                                                             |                                                             |                                                             |                                                             |                                                     |                                                     |                                              |                                              |                                              |                                              |                                              |                                              |                         |                         |                             |                             |                                                          |                                                          |                                                          |                                                          |                                                          |                                                          |                                                                 |                                                                 |                                                                 |                                                                 |                                                                 |                                                                 |                                                   |                                                   |                                                                           |                                                                           |                                                                           |                                                                           |                                                                           |                                                                           |                                                                   |                                                                   |                        |                        |                        |                        |                        |                        |           |           |                            |                            |                            |                            |                            |                            |  |  |  |  |  |  |  |  |  |  |  |  |  |  |  |  |  |  |
|                                                               |                                                               |                                                               |                                                               |                                                               |                                                               |                              |                              |                                      |                                      |                                      |                                      |                                                                  |                                                                  |                                                                  |                                                                  |                                                                      |                                                                      |                                                                      |                                                                      | | | | | | |                                                                |                                                                |                                                                              |                                                                              |                                                                              |                                                                              |                                                                                               |                                                                                               |                                                                                               |                                                                                               |                                                                                               |                                                                                               |                                      |                                      |                                                                    |                                                                    |                                                                    |                                                                    |                                                                               |                                                                               |                                                                               |                                                                               |                                                                               |                                                                               |                                                                |                                                                |                                                                |                                                                |                                                          |                                                          |                                                                             |                                                                             |                                                                             |                                                                             |                                                                             |                                                                             |                                                                          |                                                                          |                                                             |                                                             |                                                             |                                                             |                                                             |                                                             |                                                     |                                                     |                                              |                                              |                                              |                                              |                                              |                                              |                         |                         |                             |                             |                                                          |                                                          |                                                          |                                                          |                                                          |                                                          |                                                                 |                                                                 |                                                                 |                                                                 |                                                                 |                                                                 |                                                   |                                                   |                                                                           |                                                                           |                                                                           |                                                                           |                                                                           |                                                                           |                                                                   |                                                                   |                        |                        |                        |                        |                        |                        |           |           |                            |                            |                            |                            |                            |                            |  |  |  |  |  |  |  |  |  |  |  |  |  |  |  |  |  |  |
| Ulrico II margravio di Carniola e d'Istria († 13 maggio 1112) | Ulrico II margravio di Carniola e d'Istria († 13 maggio 1112) | Ulrico II margravio di Carniola e d'Istria († 13 maggio 1112) | Ulrico II margravio di Carniola e d'Istria († 13 maggio 1112) | Ulrico II margravio di Carniola e d'Istria († 13 maggio 1112) | Ulrico II margravio di Carniola e d'Istria († 13 maggio 1112) |                              |                              | Adelaide († 1146)                    | Adelaide († 1146)                    | Adelaide († 1146)                    | Adelaide († 1146)                    | Adelaide († 1146)                                                | Adelaide († 1146)                                                |                                                                  |                                                                  | Ermanno († 1114)                                                     | Ermanno († 1114)                                                     | Ermanno († 1114)                                                     | Ermanno († 1114)                                                     | Ermanno († 1114)                                                                                      | Ermanno († 1114)                                                                                      | | | Ludovico I primo langravio di Turingia della dinastia († 1140)                                        | Ludovico I primo langravio di Turingia della dinastia († 1140)                                        | Ludovico I primo langravio di Turingia della dinastia († 1140) | Ludovico I primo langravio di Turingia della dinastia († 1140) | Ludovico I primo langravio di Turingia della dinastia († 1140)               | Ludovico I primo langravio di Turingia della dinastia († 1140)               |                                                                              |                                                                              | Edvige di Gudensberg dinastia di Giso († 1148)                                                | Edvige di Gudensberg dinastia di Giso († 1148)                                                | Edvige di Gudensberg dinastia di Giso († 1148)                                                | Edvige di Gudensberg dinastia di Giso († 1148)                                                | Edvige di Gudensberg dinastia di Giso († 1148)                                                | Edvige di Gudensberg dinastia di Giso († 1148)                                                |                                      |                                      | Udo vescovo di Naumburg († 1148)                                   | Udo vescovo di Naumburg († 1148)                                   | Udo vescovo di Naumburg († 1148)                                   | Udo vescovo di Naumburg († 1148)                                   | Udo vescovo di Naumburg († 1148)                                              | Udo vescovo di Naumburg († 1148)                                              |                                                                               |                                                                               | Enrico Raspe I († 1130)                                                       | Enrico Raspe I († 1130)                                                       | Enrico Raspe I († 1130)                                        | Enrico Raspe I († 1130)                                        | Enrico Raspe I († 1130)                                        | Enrico Raspe I († 1130)                                        |                                                          |                                                          | Cunegonda di Bilstein                                                       | Cunegonda di Bilstein                                                       | Cunegonda di Bilstein                                                       | Cunegonda di Bilstein                                                       | Cunegonda di Bilstein                                                       | Cunegonda di Bilstein                                                       |                                                                          |                                                                          | Corrado († dopo il 25 luglio 1110)                          | Corrado († dopo il 25 luglio 1110)                          | Corrado († dopo il 25 luglio 1110)                          | Corrado († dopo il 25 luglio 1110)                          | Corrado († dopo il 25 luglio 1110)                          | Corrado († dopo il 25 luglio 1110)                          |                                                     |                                                     | Wichmann                                     | Wichmann                                     | Wichmann                                     | Wichmann                                     | Wichmann                                     | Wichmann                                     |                         |                         | Cunegonda († 1118)          | Cunegonda († 1118)          | Cunegonda († 1118)                                       | Cunegonda († 1118)                                       | Cunegonda († 1118)                                       | Cunegonda († 1118)                                       |                                                          |                                                          | Cecilia († 1141)                                                | Cecilia († 1141)                                                | Cecilia († 1141)                                                | Cecilia († 1141)                                                | Cecilia († 1141)                                                | Cecilia († 1141)                                                |                                                   |                                                   | Gerlach I di Veldenz († prima del 1141)                                   | Gerlach I di Veldenz († prima del 1141)                                   | Gerlach I di Veldenz († prima del 1141)                                   | Gerlach I di Veldenz († prima del 1141)                                   | Gerlach I di Veldenz († prima del 1141)                                   | Gerlach I di Veldenz († prima del 1141)                                   |                                                                   |                                                                   | Burcardo II di Quefurt | Burcardo II di Quefurt | Burcardo II di Quefurt | Burcardo II di Quefurt | Burcardo II di Quefurt | Burcardo II di Quefurt |           |           | donna dal nome sconosciuto | donna dal nome sconosciuto | donna dal nome sconosciuto | donna dal nome sconosciuto | donna dal nome sconosciuto | donna dal nome sconosciuto |  |  |  |  |  |  |  |  |  |  |  |  |  |  |  |  |  |  |
| Ulrico II margravio di Carniola e d'Istria († 13 maggio 1112) | Ulrico II margravio di Carniola e d'Istria († 13 maggio 1112) | Ulrico II margravio di Carniola e d'Istria († 13 maggio 1112) | Ulrico II margravio di Carniola e d'Istria († 13 maggio 1112) | Ulrico II margravio di Carniola e d'Istria († 13 maggio 1112) | Ulrico II margravio di Carniola e d'Istria († 13 maggio 1112) |                              |                              | Adelaide († 1146)                    | Adelaide († 1146)                    | Adelaide († 1146)                    | Adelaide († 1146)                    | Adelaide († 1146)                                                | Adelaide († 1146)                                                |                                                                  |                                                                  | Ermanno († 1114)                                                     | Ermanno († 1114)                                                     | Ermanno († 1114)                                                     | Ermanno († 1114)                                                     | Ermanno († 1114)                                                                                      | Ermanno († 1114)                                                                                      | | | Ludovico I primo langravio di Turingia della dinastia († 1140)                                        | Ludovico I primo langravio di Turingia della dinastia († 1140)                                        | Ludovico I primo langravio di Turingia della dinastia († 1140) | Ludovico I primo langravio di Turingia della dinastia († 1140) | Ludovico I primo langravio di Turingia della dinastia († 1140)               | Ludovico I primo langravio di Turingia della dinastia († 1140)               |                                                                              |                                                                              | Edvige di Gudensberg dinastia di Giso († 1148)                                                | Edvige di Gudensberg dinastia di Giso († 1148)                                                | Edvige di Gudensberg dinastia di Giso († 1148)                                                | Edvige di Gudensberg dinastia di Giso († 1148)                                                | Edvige di Gudensberg dinastia di Giso († 1148)                                                | Edvige di Gudensberg dinastia di Giso († 1148)                                                |                                      |                                      | Udo vescovo di Naumburg († 1148)                                   | Udo vescovo di Naumburg († 1148)                                   | Udo vescovo di Naumburg († 1148)                                   | Udo vescovo di Naumburg († 1148)                                   | Udo vescovo di Naumburg († 1148)                                              | Udo vescovo di Naumburg († 1148)                                              |                                                                               |                                                                               | Enrico Raspe I († 1130)                                                       | Enrico Raspe I († 1130)                                                       | Enrico Raspe I († 1130)                                        | Enrico Raspe I († 1130)                                        | Enrico Raspe I († 1130)                                        | Enrico Raspe I († 1130)                                        |                                                          |                                                          | Cunegonda di Bilstein                                                       | Cunegonda di Bilstein                                                       | Cunegonda di Bilstein                                                       | Cunegonda di Bilstein                                                       | Cunegonda di Bilstein                                                       | Cunegonda di Bilstein                                                       |                                                                          |                                                                          | Corrado († dopo il 25 luglio 1110)                          | Corrado († dopo il 25 luglio 1110)                          | Corrado († dopo il 25 luglio 1110)                          | Corrado († dopo il 25 luglio 1110)                          | Corrado († dopo il 25 luglio 1110)                          | Corrado († dopo il 25 luglio 1110)                          |                                                     |                                                     | Wichmann                                     | Wichmann                                     | Wichmann                                     | Wichmann                                     | Wichmann                                     | Wichmann                                     |                         |                         | Cunegonda († 1118)          | Cunegonda († 1118)          | Cunegonda († 1118)                                       | Cunegonda († 1118)                                       | Cunegonda († 1118)                                       | Cunegonda († 1118)                                       |                                                          |                                                          | Cecilia († 1141)                                                | Cecilia († 1141)                                                | Cecilia († 1141)                                                | Cecilia († 1141)                                                | Cecilia († 1141)                                                | Cecilia († 1141)                                                |                                                   |                                                   | Gerlach I di Veldenz († prima del 1141)                                   | Gerlach I di Veldenz († prima del 1141)                                   | Gerlach I di Veldenz († prima del 1141)                                   | Gerlach I di Veldenz († prima del 1141)                                   | Gerlach I di Veldenz († prima del 1141)                                   | Gerlach I di Veldenz († prima del 1141)                                   |                                                                   |                                                                   | Burcardo II di Quefurt | Burcardo II di Quefurt | Burcardo II di Quefurt | Burcardo II di Quefurt | Burcardo II di Quefurt | Burcardo II di Quefurt |           |           | donna dal nome sconosciuto | donna dal nome sconosciuto | donna dal nome sconosciuto | donna dal nome sconosciuto | donna dal nome sconosciuto | donna dal nome sconosciuto |  |  |  |  |  |  |  |  |  |  |  |  |  |  |  |  |  |  |
|                                                               |                                                               |                                                               |                                                               |                                                               |                                                               |                              |                              |                                      |                                      |                                      |                                      |                                                                  |                                                                  |                                                                  |                                                                  |                                                                      |                                                                      |                                                                      |                                                                      | | | | | | |                                                                |                                                                |                                                                              |                                                                              |                                                                              |                                                                              |                                                                                               |                                                                                               |                                                                                               |                                                                                               |                                                                                               |                                                                                               |                                      |                                      |                                                                    |                                                                    |                                                                    |                                                                    |                                                                               |                                                                               |                                                                               |                                                                               |                                                                               |                                                                               |                                                                |                                                                |                                                                |                                                                |                                                          |                                                          |                                                                             |                                                                             |                                                                             |                                                                             |                                                                             |                                                                             |                                                                          |                                                                          |                                                             |                                                             |                                                             |                                                             |                                                             |                                                             |                                                     |                                                     |                                              |                                              |                                              |                                              |                                              |                                              |                         |                         |                             |                             |                                                          |                                                          |                                                          |                                                          |                                                          |                                                          |                                                                 |                                                                 |                                                                 |                                                                 |                                                                 |                                                                 |                                                   |                                                   |                                                                           |                                                                           |                                                                           |                                                                           |                                                                           |                                                                           |                                                                   |                                                                   |                        |                        |                        |                        |                        |                        |           |           |                            |                            |                            |                            |                            |                            |  |  |  |  |  |  |  |  |  |  |  |  |  |  |  |  |  |  |
|                                                               |                                                               |                                                               |                                                               |                                                               |                                                               |                              |                              |                                      |                                      |                                      |                                      |                                                                  |                                                                  |                                                                  |                                                                  |                                                                      |                                                                      |                                                                      |                                                                      | | | | | | |                                                                |                                                                |                                                                              |                                                                              |                                                                              |                                                                              |                                                                                               |                                                                                               |                                                                                               |                                                                                               |                                                                                               |                                                                                               |                                      |                                      |                                                                    |                                                                    |                                                                    |                                                                    |                                                                               |                                                                               |                                                                               |                                                                               |                                                                               |                                                                               |                                                                |                                                                |                                                                |                                                                |                                                          |                                                          |                                                                             |                                                                             |                                                                             |                                                                             |                                                                             |                                                                             |                                                                          |                                                                          |                                                             |                                                             |                                                             |                                                             |                                                             |                                                             |                                                     |                                                     |                                              |                                              |                                              |                                              |                                              |                                              |                         |                         |                             |                             |                                                          |                                                          |                                                          |                                                          |                                                          |                                                          |                                                                 |                                                                 |                                                                 |                                                                 | due figli                                                       | due figli                                                       | due figli                                         | due figli                                         | due figli                                                                 | due figli                                                                 |                                                                           |                                                                           |                                                                           |                                                                           |                                                                   |                                                                   |                        |                        |                        |                        | tre figli              | tre figli              | tre figli | tre figli | tre figli                  | tre figli                  |                            |                            |                            |                            |  |  |  |  |  |  |  |  |  |  |  |  |  |  |  |  |  |  |
|                                                               |                                                               |                                                               |                                                               |                                                               |                                                               |                              |                              |                                      |                                      |                                      |                                      |                                                                  |                                                                  |                                                                  |                                                                  |                                                                      |                                                                      |                                                                      |                                                                      | | | | | | |                                                                |                                                                |                                                                              |                                                                              |                                                                              |                                                                              |                                                                                               |                                                                                               |                                                                                               |                                                                                               |                                                                                               |                                                                                               |                                      |                                      |                                                                    |                                                                    |                                                                    |                                                                    |                                                                               |                                                                               |                                                                               |                                                                               |                                                                               |                                                                               |                                                                |                                                                |                                                                |                                                                |                                                          |                                                          |                                                                             |                                                                             |                                                                             |                                                                             |                                                                             |                                                                             |                                                                          |                                                                          |                                                             |                                                             |                                                             |                                                             |                                                             |                                                             |                                                     |                                                     |                                              |                                              |                                              |                                              |                                              |                                              |                         |                         |                             |                             |                                                          |                                                          |                                                          |                                                          |                                                          |                                                          |                                                                 |                                                                 |                                                                 |                                                                 | due figli                                                       | due figli                                                       | due figli                                         | due figli                                         | due figli                                                                 | due figli                                                                 |                                                                           |                                                                           |                                                                           |                                                                           |                                                                   |                                                                   |                        |                        |                        |                        | tre figli              | tre figli              | tre figli | tre figli | tre figli                  | tre figli                  |                            |                            |                            |                            |  |  |  |  |  |  |  |  |  |  |  |  |  |  |  |  |  |  |
|                                                               |                                                               |                                                               |                                                               |                                                               |                                                               |                              |                              |                                      |                                      |                                      |                                      |                                                                  |                                                                  |                                                                  |                                                                  |                                                                      |                                                                      |                                                                      |                                                                      | | | | | | |                                                                |                                                                |                                                                              |                                                                              |                                                                              |                                                                              |                                                                                               |                                                                                               |                                                                                               |                                                                                               |                                                                                               |                                                                                               |                                      |                                      |                                                                    |                                                                    |                                                                    |                                                                    |                                                                               |                                                                               |                                                                               |                                                                               |                                                                               |                                                                               |                                                                |                                                                |                                                                |                                                                |                                                          |                                                          |                                                                             |                                                                             |                                                                             |                                                                             |                                                                             |                                                                             |                                                                          |                                                                          |                                                             |                                                             |                                                             |                                                             |                                                             |                                                             |                                                     |                                                     |                                              |                                              |                                              |                                              |                                              |                                              |                         |                         |                             |                             |                                                          |                                                          |                                                          |                                                          |                                                          |                                                          |                                                                 |                                                                 |                                                                 |                                                                 |                                                                 |                                                                 |                                                   |                                                   |                                                                           |                                                                           |                                                                           |                                                                           |                                                                           |                                                                           |                                                                   |                                                                   |                        |                        |                        |                        |                        |                        |           |           |                            |                            |                            |                            |                            |                            |  |  |  |  |  |  |  |  |  |  |  |  |  |  |  |  |  |  |
|                                                               |                                                               |                                                               |                                                               |                                                               |                                                               |                              |                              |                                      |                                      |                                      |                                      |                                                                  |                                                                  |                                                                  |                                                                  |                                                                      |                                                                      | Ludovico II langravio di Turingia († 12 ottobre 1172)                | Ludovico II langravio di Turingia († 12 ottobre 1172)                | Ludovico II langravio di Turingia († 12 ottobre 1172)                                                 | Ludovico II langravio di Turingia († 12 ottobre 1172)                                                 | Ludovico II langravio di Turingia († 12 ottobre 1172)                                                 | Ludovico II langravio di Turingia († 12 ottobre 1172)                                                 | | | Giuditta di Svevia dinastia Hohenstaufen († 7 luglio 1191)     | Giuditta di Svevia dinastia Hohenstaufen († 7 luglio 1191)     | Giuditta di Svevia dinastia Hohenstaufen († 7 luglio 1191)                   | Giuditta di Svevia dinastia Hohenstaufen († 7 luglio 1191)                   | Giuditta di Svevia dinastia Hohenstaufen († 7 luglio 1191)                   | Giuditta di Svevia dinastia Hohenstaufen († 7 luglio 1191)                   |                                                                                               |                                                                                               | Enrico Raspe II († 1155/1157)                                                                 | Enrico Raspe II († 1155/1157)                                                                 | Enrico Raspe II († 1155/1157)                                                                 | Enrico Raspe II († 1155/1157)                                                                 | Enrico Raspe II († 1155/1157)        | Enrico Raspe II († 1155/1157)        |                                                                    |                                                                    | Luigi († 1189)                                                     | Luigi († 1189)                                                     | Luigi († 1189)                                                                | Luigi († 1189)                                                                | Luigi († 1189)                                                                | Luigi († 1189)                                                                |                                                                               |                                                                               | Cecilia                                                        | Cecilia                                                        | Cecilia                                                        | Cecilia                                                        | Cecilia                                                  | Cecilia                                                  |                                                                             |                                                                             | Ulrico di Boemia duca di Olomouc dinastia Přemyslide († 18 ottobre 1177)    | Ulrico di Boemia duca di Olomouc dinastia Přemyslide († 18 ottobre 1177)    | Ulrico di Boemia duca di Olomouc dinastia Přemyslide († 18 ottobre 1177)    | Ulrico di Boemia duca di Olomouc dinastia Přemyslide († 18 ottobre 1177)    | Ulrico di Boemia duca di Olomouc dinastia Přemyslide († 18 ottobre 1177) | Ulrico di Boemia duca di Olomouc dinastia Přemyslide († 18 ottobre 1177) |                                                             |                                                             | Adelaide badessa di Eisenach († dopo il 1140)               | Adelaide badessa di Eisenach († dopo il 1140)               | Adelaide badessa di Eisenach († dopo il 1140)               | Adelaide badessa di Eisenach († dopo il 1140)               | Adelaide badessa di Eisenach († dopo il 1140)       | Adelaide badessa di Eisenach († dopo il 1140)       |                                              |                                              | Matilde                                      | Matilde                                      | Matilde                                      | Matilde                                      | Matilde                 | Matilde                 |                             |                             | Teodorico dinastia ascanide († dopo il 5 settembre 1183) | Teodorico dinastia ascanide († dopo il 5 settembre 1183) | Teodorico dinastia ascanide († dopo il 5 settembre 1183) | Teodorico dinastia ascanide († dopo il 5 settembre 1183) | Teodorico dinastia ascanide († dopo il 5 settembre 1183) | Teodorico dinastia ascanide († dopo il 5 settembre 1183) |                                                                 |                                                                 | Giuditta di Turingia († 9 settembre dopo il 1174)               | Giuditta di Turingia († 9 settembre dopo il 1174)               | Giuditta di Turingia († 9 settembre dopo il 1174)               | Giuditta di Turingia († 9 settembre dopo il 1174)               | Giuditta di Turingia († 9 settembre dopo il 1174) | Giuditta di Turingia († 9 settembre dopo il 1174) |                                                                           |                                                                           | Vladislao II re di Boemia dinastia Přemyslide († 18 gennaio 1174)         | Vladislao II re di Boemia dinastia Přemyslide († 18 gennaio 1174)         | Vladislao II re di Boemia dinastia Přemyslide († 18 gennaio 1174)         | Vladislao II re di Boemia dinastia Přemyslide († 18 gennaio 1174)         | Vladislao II re di Boemia dinastia Přemyslide († 18 gennaio 1174) | Vladislao II re di Boemia dinastia Přemyslide († 18 gennaio 1174) |                        |                        |                        |                        |                        |                        |           |           |                            |                            |                            |                            |                            |                            |  |  |  |  |  |  |  |  |  |  |  |  |  |  |  |  |  |  |
|                                                               |                                                               |                                                               |                                                               |                                                               |                                                               |                              |                              |                                      |                                      |                                      |                                      |                                                                  |                                                                  |                                                                  |                                                                  |                                                                      |                                                                      | Ludovico II langravio di Turingia († 12 ottobre 1172)                | Ludovico II langravio di Turingia († 12 ottobre 1172)                | Ludovico II langravio di Turingia († 12 ottobre 1172)                                                 | Ludovico II langravio di Turingia († 12 ottobre 1172)                                                 | Ludovico II langravio di Turingia († 12 ottobre 1172)                                                 | Ludovico II langravio di Turingia († 12 ottobre 1172)                                                 | | | Giuditta di Svevia dinastia Hohenstaufen († 7 luglio 1191)     | Giuditta di Svevia dinastia Hohenstaufen († 7 luglio 1191)     | Giuditta di Svevia dinastia Hohenstaufen († 7 luglio 1191)                   | Giuditta di Svevia dinastia Hohenstaufen († 7 luglio 1191)                   | Giuditta di Svevia dinastia Hohenstaufen († 7 luglio 1191)                   | Giuditta di Svevia dinastia Hohenstaufen († 7 luglio 1191)                   |                                                                                               |                                                                                               | Enrico Raspe II († 1155/1157)                                                                 | Enrico Raspe II († 1155/1157)                                                                 | Enrico Raspe II († 1155/1157)                                                                 | Enrico Raspe II († 1155/1157)                                                                 | Enrico Raspe II († 1155/1157)        | Enrico Raspe II († 1155/1157)        |                                                                    |                                                                    | Luigi († 1189)                                                     | Luigi († 1189)                                                     | Luigi († 1189)                                                                | Luigi († 1189)                                                                | Luigi († 1189)                                                                | Luigi († 1189)                                                                |                                                                               |                                                                               | Cecilia                                                        | Cecilia                                                        | Cecilia                                                        | Cecilia                                                        | Cecilia                                                  | Cecilia                                                  |                                                                             |                                                                             | Ulrico di Boemia duca di Olomouc dinastia Přemyslide († 18 ottobre 1177)    | Ulrico di Boemia duca di Olomouc dinastia Přemyslide († 18 ottobre 1177)    | Ulrico di Boemia duca di Olomouc dinastia Přemyslide († 18 ottobre 1177)    | Ulrico di Boemia duca di Olomouc dinastia Přemyslide († 18 ottobre 1177)    | Ulrico di Boemia duca di Olomouc dinastia Přemyslide († 18 ottobre 1177) | Ulrico di Boemia duca di Olomouc dinastia Přemyslide († 18 ottobre 1177) |                                                             |                                                             | Adelaide badessa di Eisenach († dopo il 1140)               | Adelaide badessa di Eisenach († dopo il 1140)               | Adelaide badessa di Eisenach († dopo il 1140)               | Adelaide badessa di Eisenach († dopo il 1140)               | Adelaide badessa di Eisenach († dopo il 1140)       | Adelaide badessa di Eisenach († dopo il 1140)       |                                              |                                              | Matilde                                      | Matilde                                      | Matilde                                      | Matilde                                      | Matilde                 | Matilde                 |                             |                             | Teodorico dinastia ascanide († dopo il 5 settembre 1183) | Teodorico dinastia ascanide († dopo il 5 settembre 1183) | Teodorico dinastia ascanide († dopo il 5 settembre 1183) | Teodorico dinastia ascanide († dopo il 5 settembre 1183) | Teodorico dinastia ascanide († dopo il 5 settembre 1183) | Teodorico dinastia ascanide († dopo il 5 settembre 1183) |                                                                 |                                                                 | Giuditta di Turingia († 9 settembre dopo il 1174)               | Giuditta di Turingia († 9 settembre dopo il 1174)               | Giuditta di Turingia († 9 settembre dopo il 1174)               | Giuditta di Turingia († 9 settembre dopo il 1174)               | Giuditta di Turingia († 9 settembre dopo il 1174) | Giuditta di Turingia († 9 settembre dopo il 1174) |                                                                           |                                                                           | Vladislao II re di Boemia dinastia Přemyslide († 18 gennaio 1174)         | Vladislao II re di Boemia dinastia Přemyslide († 18 gennaio 1174)         | Vladislao II re di Boemia dinastia Přemyslide († 18 gennaio 1174)         | Vladislao II re di Boemia dinastia Přemyslide († 18 gennaio 1174)         | Vladislao II re di Boemia dinastia Přemyslide († 18 gennaio 1174) | Vladislao II re di Boemia dinastia Přemyslide († 18 gennaio 1174) |                        |                        |                        |                        |                        |                        |           |           |                            |                            |                            |                            |                            |                            |  |  |  |  |  |  |  |  |  |  |  |  |  |  |  |  |  |  |
|                                                               |                                                               |                                                               |                                                               |                                                               |                                                               |                              |                              |                                      |                                      |                                      |                                      |                                                                  |                                                                  |                                                                  |                                                                  |                                                                      |                                                                      |                                                                      |                                                                      | | | | | | |                                                                |                                                                |                                                                              |                                                                              |                                                                              |                                                                              |                                                                                               |                                                                                               |                                                                                               |                                                                                               |                                                                                               |                                                                                               |                                      |                                      |                                                                    |                                                                    |                                                                    |                                                                    |                                                                               |                                                                               |                                                                               |                                                                               |                                                                               |                                                                               |                                                                |                                                                |                                                                |                                                                |                                                          |                                                          |                                                                             |                                                                             |                                                                             |                                                                             |                                                                             |                                                                             |                                                                          |                                                                          |                                                             |                                                             |                                                             |                                                             |                                                             |                                                             |                                                     |                                                     |                                              |                                              |                                              |                                              |                                              |                                              |                         |                         |                             |                             |                                                          |                                                          |                                                          |                                                          |                                                          |                                                          |                                                                 |                                                                 |                                                                 |                                                                 |                                                                 |                                                                 |                                                   |                                                   |                                                                           |                                                                           |                                                                           |                                                                           |                                                                           |                                                                           |                                                                   |                                                                   |                        |                        |                        |                        |                        |                        |           |           |                            |                            |                            |                            |                            |                            |  |  |  |  |  |  |  |  |  |  |  |  |  |  |  |  |  |  |
|                                                               |                                                               |                                                               |                                                               |                                                               |                                                               |                              |                              |                                      |                                      |                                      |                                      |                                                                  |                                                                  |                                                                  |                                                                  |                                                                      |                                                                      |                                                                      |                                                                      | | | | | | |                                                                |                                                                |                                                                              |                                                                              |                                                                              |                                                                              |                                                                                               |                                                                                               |                                                                                               |                                                                                               |                                                                                               |                                                                                               |                                      |                                      |                                                                    |                                                                    |                                                                    |                                                                    |                                                                               |                                                                               |                                                                               |                                                                               |                                                                               |                                                                               |                                                                |                                                                |                                                                |                                                                |                                                          |                                                          |                                                                             |                                                                             |                                                                             |                                                                             |                                                                             |                                                                             |                                                                          |                                                                          |                                                             |                                                             |                                                             |                                                             |                                                             |                                                             |                                                     |                                                     |                                              |                                              |                                              |                                              |                                              |                                              |                         |                         |                             |                             |                                                          |                                                          |                                                          |                                                          |                                                          |                                                          |                                                                 |                                                                 |                                                                 |                                                                 |                                                                 |                                                                 | Přemyslidi                                        |                                                   |                                                                           |                                                                           |                                                                           |                                                                           |                                                                           |                                                                           |                                                                   |                                                                   |                        |                        |                        |                        |                        |                        |           |           |                            |                            |                            |                            |                            |                            |  |  |  |  |  |  |  |  |  |  |  |  |  |  |  |  |  |  |
|                                                               |                                                               |                                                               |                                                               |                                                               |                                                               |                              |                              |                                      |                                      |                                      |                                      |                                                                  |                                                                  |                                                                  |                                                                  |                                                                      |                                                                      |                                                                      |                                                                      | | | | | | |                                                                |                                                                |                                                                              |                                                                              |                                                                              |                                                                              |                                                                                               |                                                                                               |                                                                                               |                                                                                               |                                                                                               |                                                                                               |                                      |                                      |                                                                    |                                                                    |                                                                    |                                                                    |                                                                               |                                                                               |                                                                               |                                                                               |                                                                               |                                                                               |                                                                |                                                                |                                                                |                                                                |                                                          |                                                          |                                                                             |                                                                             |                                                                             |                                                                             |                                                                             |                                                                             |                                                                          |                                                                          |                                                             |                                                             |                                                             |                                                             |                                                             |                                                             |                                                     |                                                     |                                              |                                              |                                              |                                              |                                              |                                              |                         |                         |                             |                             |                                                          |                                                          |                                                          |                                                          |                                                          |                                                          |                                                                 |                                                                 |                                                                 |                                                                 |                                                                 |                                                                 |                                                   |                                                   |                                                                           |                                                                           |                                                                           |                                                                           |                                                                           |                                                                           |                                                                   |                                                                   |                        |                        |                        |                        |                        |                        |           |           |                            |                            |                            |                            |                            |                            |  |  |  |  |  |  |  |  |  |  |  |  |  |  |  |  |  |  |
|                                                               |                                                               |                                                               |                                                               |                                                               |                                                               |                              |                              |                                      |                                      |                                      |                                      |                                                                  |                                                                  |                                                                  |                                                                  |                                                                      |                                                                      |                                                                      |                                                                      | | | | | | |                                                                |                                                                |                                                                              |                                                                              |                                                                              |                                                                              |                                                                                               |                                                                                               |                                                                                               |                                                                                               |                                                                                               |                                                                                               |                                      |                                      |                                                                    |                                                                    |                                                                    |                                                                    |                                                                               |                                                                               |                                                                               |                                                                               |                                                                               |                                                                               |                                                                |                                                                |                                                                |                                                                |                                                          |                                                          |                                                                             |                                                                             |                                                                             |                                                                             |                                                                             |                                                                             |                                                                          |                                                                          |                                                             |                                                             |                                                             |                                                             |                                                             |                                                             |                                                     |                                                     |                                              |                                              |                                              |                                              |                                              |                                              |                         |                         |                             |                             |                                                          |                                                          |                                                          |                                                          |                                                          |                                                          |                                                                 |                                                                 |                                                                 |                                                                 |                                                                 |                                                                 |                                                   |                                                   |                                                                           |                                                                           |                                                                           |                                                                           |                                                                           |                                                                           |                                                                   |                                                                   |                        |                        |                        |                        |                        |                        |           |           |                            |                            |                            |                            |                            |                            |  |  |  |  |  |  |  |  |  |  |  |  |  |  |  |  |  |  |
|                                                               |                                                               |                                                               |                                                               |                                                               |                                                               |                              |                              |                                      |                                      | Margherita di Kleve                  | Margherita di Kleve                  | Margherita di Kleve                                              | Margherita di Kleve                                              | Margherita di Kleve                                              | Margherita di Kleve                                              |                                                                      |                                                                      | Ludovico III langravio di Turingia († 16 ottobre 1190)               | Ludovico III langravio di Turingia († 16 ottobre 1190)               | Ludovico III langravio di Turingia († 16 ottobre 1190)                                                | Ludovico III langravio di Turingia († 16 ottobre 1190)                                                | Ludovico III langravio di Turingia († 16 ottobre 1190)                                                | Ludovico III langravio di Turingia († 16 ottobre 1190)                                                | | | Sofia di Minsk († 5 maggio 1198)                               | Sofia di Minsk († 5 maggio 1198)                               | Sofia di Minsk († 5 maggio 1198)                                             | Sofia di Minsk († 5 maggio 1198)                                             | Sofia di Minsk († 5 maggio 1198)                                             | Sofia di Minsk († 5 maggio 1198)                                             |                                                                                               |                                                                                               | Sofia                                                                                         | Sofia                                                                                         | Sofia                                                                                         | Sofia                                                                                         | Sofia                                | Sofia                                |                                                                    |                                                                    | Ermanno I langravio di Turingia († 25 aprile 1217)                 | Ermanno I langravio di Turingia († 25 aprile 1217)                 | Ermanno I langravio di Turingia († 25 aprile 1217)                            | Ermanno I langravio di Turingia († 25 aprile 1217)                            | Ermanno I langravio di Turingia († 25 aprile 1217)                            | Ermanno I langravio di Turingia († 25 aprile 1217)                            |                                                                               |                                                                               | Sofia di Baviera dinastia Wittelsbach († 10 giugno 1238)       | Sofia di Baviera dinastia Wittelsbach († 10 giugno 1238)       | Sofia di Baviera dinastia Wittelsbach († 10 giugno 1238)       | Sofia di Baviera dinastia Wittelsbach († 10 giugno 1238)       | Sofia di Baviera dinastia Wittelsbach († 10 giugno 1238) | Sofia di Baviera dinastia Wittelsbach († 10 giugno 1238) |                                                                             |                                                                             | Enrico Raspe III († 18 luglio 1180)                                         | Enrico Raspe III († 18 luglio 1180)                                         | Enrico Raspe III († 18 luglio 1180)                                         | Enrico Raspe III († 18 luglio 1180)                                         | Enrico Raspe III († 18 luglio 1180)                                      | Enrico Raspe III († 18 luglio 1180)                                      |                                                             |                                                             | Federico di Ziegenhain († dopo il 5 settembre 1229)         | Federico di Ziegenhain († dopo il 5 settembre 1229)         | Federico di Ziegenhain († dopo il 5 settembre 1229)         | Federico di Ziegenhain († dopo il 5 settembre 1229)         | Federico di Ziegenhain († dopo il 5 settembre 1229) | Federico di Ziegenhain († dopo il 5 settembre 1229) |                                              |                                              | Liutgarda di Ziegenhain                      | Liutgarda di Ziegenhain                      | Liutgarda di Ziegenhain                      | Liutgarda di Ziegenhain                      | Liutgarda di Ziegenhain | Liutgarda di Ziegenhain |                             |                             | Giuditta                                                 | Giuditta                                                 | Giuditta                                                 | Giuditta                                                 | Giuditta                                                 | Giuditta                                                 |                                                                 |                                                                 | Ermanno II di Ravensberg († 1221)                               | Ermanno II di Ravensberg († 1221)                               | Ermanno II di Ravensberg († 1221)                               | Ermanno II di Ravensberg († 1221)                               | Ermanno II di Ravensberg († 1221)                 | Ermanno II di Ravensberg († 1221)                 |                                                                           |                                                                           |                                                                           |                                                                           |                                                                           |                                                                           |                                                                   |                                                                   |                        |                        |                        |                        |                        |                        |           |           |                            |                            |                            |                            |                            |                            |  |  |  |  |  |  |  |  |  |  |  |  |  |  |  |  |  |  |
|                                                               |                                                               |                                                               |                                                               |                                                               |                                                               |                              |                              |                                      |                                      | Margherita di Kleve                  | Margherita di Kleve                  | Margherita di Kleve                                              | Margherita di Kleve                                              | Margherita di Kleve                                              | Margherita di Kleve                                              |                                                                      |                                                                      | Ludovico III langravio di Turingia († 16 ottobre 1190)               | Ludovico III langravio di Turingia († 16 ottobre 1190)               | Ludovico III langravio di Turingia († 16 ottobre 1190)                                                | Ludovico III langravio di Turingia († 16 ottobre 1190)                                                | Ludovico III langravio di Turingia († 16 ottobre 1190)                                                | Ludovico III langravio di Turingia († 16 ottobre 1190)                                                | | | Sofia di Minsk († 5 maggio 1198)                               | Sofia di Minsk († 5 maggio 1198)                               | Sofia di Minsk († 5 maggio 1198)                                             | Sofia di Minsk († 5 maggio 1198)                                             | Sofia di Minsk († 5 maggio 1198)                                             | Sofia di Minsk († 5 maggio 1198)                                             |                                                                                               |                                                                                               | Sofia                                                                                         | Sofia                                                                                         | Sofia                                                                                         | Sofia                                                                                         | Sofia                                | Sofia                                |                                                                    |                                                                    | Ermanno I langravio di Turingia († 25 aprile 1217)                 | Ermanno I langravio di Turingia († 25 aprile 1217)                 | Ermanno I langravio di Turingia († 25 aprile 1217)                            | Ermanno I langravio di Turingia († 25 aprile 1217)                            | Ermanno I langravio di Turingia († 25 aprile 1217)                            | Ermanno I langravio di Turingia († 25 aprile 1217)                            |                                                                               |                                                                               | Sofia di Baviera dinastia Wittelsbach († 10 giugno 1238)       | Sofia di Baviera dinastia Wittelsbach († 10 giugno 1238)       | Sofia di Baviera dinastia Wittelsbach († 10 giugno 1238)       | Sofia di Baviera dinastia Wittelsbach († 10 giugno 1238)       | Sofia di Baviera dinastia Wittelsbach († 10 giugno 1238) | Sofia di Baviera dinastia Wittelsbach († 10 giugno 1238) |                                                                             |                                                                             | Enrico Raspe III († 18 luglio 1180)                                         | Enrico Raspe III († 18 luglio 1180)                                         | Enrico Raspe III († 18 luglio 1180)                                         | Enrico Raspe III († 18 luglio 1180)                                         | Enrico Raspe III († 18 luglio 1180)                                      | Enrico Raspe III († 18 luglio 1180)                                      |                                                             |                                                             | Federico di Ziegenhain († dopo il 5 settembre 1229)         | Federico di Ziegenhain († dopo il 5 settembre 1229)         | Federico di Ziegenhain († dopo il 5 settembre 1229)         | Federico di Ziegenhain († dopo il 5 settembre 1229)         | Federico di Ziegenhain († dopo il 5 settembre 1229) | Federico di Ziegenhain († dopo il 5 settembre 1229) |                                              |                                              | Liutgarda di Ziegenhain                      | Liutgarda di Ziegenhain                      | Liutgarda di Ziegenhain                      | Liutgarda di Ziegenhain                      | Liutgarda di Ziegenhain | Liutgarda di Ziegenhain |                             |                             | Giuditta                                                 | Giuditta                                                 | Giuditta                                                 | Giuditta                                                 | Giuditta                                                 | Giuditta                                                 |                                                                 |                                                                 | Ermanno II di Ravensberg († 1221)                               | Ermanno II di Ravensberg († 1221)                               | Ermanno II di Ravensberg († 1221)                               | Ermanno II di Ravensberg († 1221)                               | Ermanno II di Ravensberg († 1221)                 | Ermanno II di Ravensberg († 1221)                 |                                                                           |                                                                           |                                                                           |                                                                           |                                                                           |                                                                           |                                                                   |                                                                   |                        |                        |                        |                        |                        |                        |           |           |                            |                            |                            |                            |                            |                            |  |  |  |  |  |  |  |  |  |  |  |  |  |  |  |  |  |  |
|                                                               |                                                               |                                                               |                                                               |                                                               |                                                               |                              |                              |                                      |                                      |                                      |                                      |                                                                  |                                                                  |                                                                  |                                                                  |                                                                      |                                                                      |                                                                      |                                                                      | | | | | | |                                                                |                                                                |                                                                              |                                                                              |                                                                              |                                                                              |                                                                                               |                                                                                               |                                                                                               |                                                                                               |                                                                                               |                                                                                               |                                      |                                      |                                                                    |                                                                    |                                                                    |                                                                    |                                                                               |                                                                               |                                                                               |                                                                               |                                                                               |                                                                               |                                                                |                                                                |                                                                |                                                                |                                                          |                                                          |                                                                             |                                                                             |                                                                             |                                                                             |                                                                             |                                                                             |                                                                          |                                                                          |                                                             |                                                             |                                                             |                                                             |                                                             |                                                             |                                                     |                                                     |                                              |                                              |                                              |                                              |                                              |                                              |                         |                         |                             |                             |                                                          |                                                          |                                                          |                                                          |                                                          |                                                          |                                                                 |                                                                 |                                                                 |                                                                 |                                                                 |                                                                 |                                                   |                                                   |                                                                           |                                                                           |                                                                           |                                                                           |                                                                           |                                                                           |                                                                   |                                                                   |                        |                        |                        |                        |                        |                        |           |           |                            |                            |                            |                            |                            |                            |  |  |  |  |  |  |  |  |  |  |  |  |  |  |  |  |  |  |
|                                                               |                                                               |                                                               |                                                               |                                                               |                                                               |                              |                              |                                      |                                      |                                      |                                      |                                                                  |                                                                  |                                                                  |                                                                  |                                                                      |                                                                      |                                                                      |                                                                      | | | | | | |                                                                |                                                                |                                                                              |                                                                              |                                                                              |                                                                              |                                                                                               |                                                                                               |                                                                                               |                                                                                               |                                                                                               |                                                                                               |                                      |                                      |                                                                    |                                                                    |                                                                    |                                                                    |                                                                               |                                                                               |                                                                               |                                                                               |                                                                               |                                                                               |                                                                |                                                                |                                                                |                                                                |                                                          |                                                          |                                                                             |                                                                             |                                                                             |                                                                             |                                                                             |                                                                             |                                                                          |                                                                          |                                                             |                                                             |                                                             |                                                             |                                                             |                                                             |                                                     |                                                     |                                              |                                              |                                              |                                              |                                              |                                              |                         |                         |                             |                             |                                                          |                                                          |                                                          |                                                          |                                                          |                                                          |                                                                 |                                                                 |                                                                 |                                                                 |                                                                 |                                                                 |                                                   |                                                   |                                                                           |                                                                           |                                                                           |                                                                           |                                                                           |                                                                           |                                                                   |                                                                   |                        |                        |                        |                        |                        |                        |           |           |                            |                            |                            |                            |                            |                            |  |  |  |  |  |  |  |  |  |  |  |  |  |  |  |  |  |  |
| Teodorico dinastia Wettin († 13 giugno 1207)                  | Teodorico dinastia Wettin († 13 giugno 1207)                  | Teodorico dinastia Wettin († 13 giugno 1207)                  | Teodorico dinastia Wettin († 13 giugno 1207)                  | Teodorico dinastia Wettin († 13 giugno 1207)                  | Teodorico dinastia Wettin († 13 giugno 1207)                  |                              |                              | Giuditta († 6 settembre 1208/1216)   | Giuditta († 6 settembre 1208/1216)   | Giuditta († 6 settembre 1208/1216)   | Giuditta († 6 settembre 1208/1216)   | Giuditta († 6 settembre 1208/1216)                               | Giuditta († 6 settembre 1208/1216)                               |                                                                  |                                                                  | Teodorico I margravio di Meißen dinastia Wettin († 18 febbraio 1221) | Teodorico I margravio di Meißen dinastia Wettin († 18 febbraio 1221) | Teodorico I margravio di Meißen dinastia Wettin († 18 febbraio 1221) | Teodorico I margravio di Meißen dinastia Wettin († 18 febbraio 1221) | Teodorico I margravio di Meißen dinastia Wettin († 18 febbraio 1221)                                  | Teodorico I margravio di Meißen dinastia Wettin († 18 febbraio 1221)                                  | | | Giuditta († 6 agosto 1235)                                                                            | Giuditta († 6 agosto 1235)                                                                            | Giuditta († 6 agosto 1235)                                     | Giuditta († 6 agosto 1235)                                     | Giuditta († 6 agosto 1235)                                                   | Giuditta († 6 agosto 1235)                                                   |                                                                              |                                                                              | Poppo XIII di Hanneberg († 21 agosto 1245)                                                    | Poppo XIII di Hanneberg († 21 agosto 1245)                                                    | Poppo XIII di Hanneberg († 21 agosto 1245)                                                    | Poppo XIII di Hanneberg († 21 agosto 1245)                                                    | Poppo XIII di Hanneberg († 21 agosto 1245)                                                    | Poppo XIII di Hanneberg († 21 agosto 1245)                                                    |                                      |                                      | Edvige († 1247)                                                    | Edvige († 1247)                                                    | Edvige († 1247)                                                    | Edvige († 1247)                                                    | Edvige († 1247)                                                               | Edvige († 1247)                                                               |                                                                               |                                                                               | Alberto II di Orlamünde dinastia ascanide († 18 dicembre 1244)                | Alberto II di Orlamünde dinastia ascanide († 18 dicembre 1244)                | Alberto II di Orlamünde dinastia ascanide († 18 dicembre 1244) | Alberto II di Orlamünde dinastia ascanide († 18 dicembre 1244) | Alberto II di Orlamünde dinastia ascanide († 18 dicembre 1244) | Alberto II di Orlamünde dinastia ascanide († 18 dicembre 1244) |                                                          |                                                          | Luigi                                                                       | Luigi                                                                       | Luigi                                                                       | Luigi                                                                       | Luigi                                                                       | Luigi                                                                       |                                                                          |                                                                          | Burcardo V di Quefurt († 1246 o 2 aprile 1247)              | Burcardo V di Quefurt († 1246 o 2 aprile 1247)              | Burcardo V di Quefurt († 1246 o 2 aprile 1247)              | Burcardo V di Quefurt († 1246 o 2 aprile 1247)              | Burcardo V di Quefurt († 1246 o 2 aprile 1247)              | Burcardo V di Quefurt († 1246 o 2 aprile 1247)              |                                                     |                                                     | Sofia († 22 maggio 1251)                     | Sofia († 22 maggio 1251)                     | Sofia († 22 maggio 1251)                     | Sofia († 22 maggio 1251)                     | Sofia († 22 maggio 1251)                     | Sofia († 22 maggio 1251)                     |                         |                         | Giuditta († 7 ottobre 1220) | Giuditta († 7 ottobre 1220) | Giuditta († 7 ottobre 1220)                              | Giuditta († 7 ottobre 1220)                              | Giuditta († 7 ottobre 1220)                              | Giuditta († 7 ottobre 1220)                              |                                                          |                                                          | Federico II di Brehna († 16 ottobre 1221)                       | Federico II di Brehna († 16 ottobre 1221)                       | Federico II di Brehna († 16 ottobre 1221)                       | Federico II di Brehna († 16 ottobre 1221)                       | Federico II di Brehna († 16 ottobre 1221)                       | Federico II di Brehna († 16 ottobre 1221)                       |                                                   |                                                   | tre figli                                                                 | tre figli                                                                 | tre figli                                                                 | tre figli                                                                 | tre figli                                                                 | tre figli                                                                 |                                                                   |                                                                   |                        |                        |                        |                        |                        |                        |           |           |                            |                            |                            |                            |                            |                            |  |  |  |  |  |  |  |  |  |  |  |  |  |  |  |  |  |  |
| Teodorico dinastia Wettin († 13 giugno 1207)                  | Teodorico dinastia Wettin († 13 giugno 1207)                  | Teodorico dinastia Wettin († 13 giugno 1207)                  | Teodorico dinastia Wettin († 13 giugno 1207)                  | Teodorico dinastia Wettin († 13 giugno 1207)                  | Teodorico dinastia Wettin († 13 giugno 1207)                  |                              |                              | Giuditta († 6 settembre 1208/1216)   | Giuditta († 6 settembre 1208/1216)   | Giuditta († 6 settembre 1208/1216)   | Giuditta († 6 settembre 1208/1216)   | Giuditta († 6 settembre 1208/1216)                               | Giuditta († 6 settembre 1208/1216)                               |                                                                  |                                                                  | Teodorico I margravio di Meißen dinastia Wettin († 18 febbraio 1221) | Teodorico I margravio di Meißen dinastia Wettin († 18 febbraio 1221) | Teodorico I margravio di Meißen dinastia Wettin († 18 febbraio 1221) | Teodorico I margravio di Meißen dinastia Wettin († 18 febbraio 1221) | Teodorico I margravio di Meißen dinastia Wettin († 18 febbraio 1221)                                  | Teodorico I margravio di Meißen dinastia Wettin († 18 febbraio 1221)                                  | | | Giuditta († 6 agosto 1235)                                                                            | Giuditta († 6 agosto 1235)                                                                            | Giuditta († 6 agosto 1235)                                     | Giuditta († 6 agosto 1235)                                     | Giuditta († 6 agosto 1235)                                                   | Giuditta († 6 agosto 1235)                                                   |                                                                              |                                                                              | Poppo XIII di Hanneberg († 21 agosto 1245)                                                    | Poppo XIII di Hanneberg († 21 agosto 1245)                                                    | Poppo XIII di Hanneberg († 21 agosto 1245)                                                    | Poppo XIII di Hanneberg († 21 agosto 1245)                                                    | Poppo XIII di Hanneberg († 21 agosto 1245)                                                    | Poppo XIII di Hanneberg († 21 agosto 1245)                                                    |                                      |                                      | Edvige († 1247)                                                    | Edvige († 1247)                                                    | Edvige († 1247)                                                    | Edvige († 1247)                                                    | Edvige († 1247)                                                               | Edvige († 1247)                                                               |                                                                               |                                                                               | Alberto II di Orlamünde dinastia ascanide († 18 dicembre 1244)                | Alberto II di Orlamünde dinastia ascanide († 18 dicembre 1244)                | Alberto II di Orlamünde dinastia ascanide († 18 dicembre 1244) | Alberto II di Orlamünde dinastia ascanide († 18 dicembre 1244) | Alberto II di Orlamünde dinastia ascanide († 18 dicembre 1244) | Alberto II di Orlamünde dinastia ascanide († 18 dicembre 1244) |                                                          |                                                          | Luigi                                                                       | Luigi                                                                       | Luigi                                                                       | Luigi                                                                       | Luigi                                                                       | Luigi                                                                       |                                                                          |                                                                          | Burcardo V di Quefurt († 1246 o 2 aprile 1247)              | Burcardo V di Quefurt († 1246 o 2 aprile 1247)              | Burcardo V di Quefurt († 1246 o 2 aprile 1247)              | Burcardo V di Quefurt († 1246 o 2 aprile 1247)              | Burcardo V di Quefurt († 1246 o 2 aprile 1247)              | Burcardo V di Quefurt († 1246 o 2 aprile 1247)              |                                                     |                                                     | Sofia († 22 maggio 1251)                     | Sofia († 22 maggio 1251)                     | Sofia († 22 maggio 1251)                     | Sofia († 22 maggio 1251)                     | Sofia († 22 maggio 1251)                     | Sofia († 22 maggio 1251)                     |                         |                         | Giuditta († 7 ottobre 1220) | Giuditta († 7 ottobre 1220) | Giuditta († 7 ottobre 1220)                              | Giuditta († 7 ottobre 1220)                              | Giuditta († 7 ottobre 1220)                              | Giuditta († 7 ottobre 1220)                              |                                                          |                                                          | Federico II di Brehna († 16 ottobre 1221)                       | Federico II di Brehna († 16 ottobre 1221)                       | Federico II di Brehna († 16 ottobre 1221)                       | Federico II di Brehna († 16 ottobre 1221)                       | Federico II di Brehna († 16 ottobre 1221)                       | Federico II di Brehna († 16 ottobre 1221)                       |                                                   |                                                   | tre figli                                                                 | tre figli                                                                 | tre figli                                                                 | tre figli                                                                 | tre figli                                                                 | tre figli                                                                 |                                                                   |                                                                   |                        |                        |                        |                        |                        |                        |           |           |                            |                            |                            |                            |                            |                            |  |  |  |  |  |  |  |  |  |  |  |  |  |  |  |  |  |  |
|                                                               |                                                               |                                                               |                                                               |                                                               |                                                               |                              |                              |                                      |                                      |                                      |                                      |                                                                  |                                                                  |                                                                  |                                                                  |                                                                      |                                                                      |                                                                      |                                                                      | | | | | | |                                                                |                                                                |                                                                              |                                                                              |                                                                              |                                                                              |                                                                                               |                                                                                               |                                                                                               |                                                                                               |                                                                                               |                                                                                               |                                      |                                      |                                                                    |                                                                    |                                                                    |                                                                    |                                                                               |                                                                               |                                                                               |                                                                               |                                                                               |                                                                               |                                                                |                                                                |                                                                |                                                                |                                                          |                                                          |                                                                             |                                                                             |                                                                             |                                                                             |                                                                             |                                                                             |                                                                          |                                                                          |                                                             |                                                             |                                                             |                                                             |                                                             |                                                             |                                                     |                                                     |                                              |                                              |                                              |                                              |                                              |                                              |                         |                         |                             |                             |                                                          |                                                          |                                                          |                                                          |                                                          |                                                          |                                                                 |                                                                 |                                                                 |                                                                 |                                                                 |                                                                 |                                                   |                                                   |                                                                           |                                                                           |                                                                           |                                                                           |                                                                           |                                                                           |                                                                   |                                                                   |                        |                        |                        |                        |                        |                        |           |           |                            |                            |                            |                            |                            |                            |  |  |  |  |  |  |  |  |  |  |  |  |  |  |  |  |  |  |
|                                                               |                                                               |                                                               |                                                               |                                                               |                                                               |                              |                              |                                      |                                      |                                      |                                      |                                                                  |                                                                  |                                                                  |                                                                  |                                                                      |                                                                      |                                                                      |                                                                      | | | | | | |                                                                |                                                                |                                                                              |                                                                              |                                                                              |                                                                              |                                                                                               |                                                                                               |                                                                                               |                                                                                               |                                                                                               |                                                                                               |                                      |                                      |                                                                    |                                                                    |                                                                    |                                                                    |                                                                               |                                                                               |                                                                               |                                                                               |                                                                               |                                                                               |                                                                |                                                                |                                                                |                                                                |                                                          |                                                          |                                                                             |                                                                             |                                                                             |                                                                             |                                                                             |                                                                             |                                                                          |                                                                          |                                                             |                                                             |                                                             |                                                             |                                                             |                                                             |                                                     |                                                     |                                              |                                              |                                              |                                              |                                              |                                              |                         |                         |                             |                             |                                                          |                                                          |                                                          |                                                          |                                                          |                                                          |                                                                 |                                                                 |                                                                 |                                                                 |                                                                 |                                                                 |                                                   |                                                   |                                                                           |                                                                           |                                                                           |                                                                           |                                                                           |                                                                           |                                                                   |                                                                   |                        |                        |                        |                        |                        |                        |           |           |                            |                            |                            |                            |                            |                            |  |  |  |  |  |  |  |  |  |  |  |  |  |  |  |  |  |  |
|                                                               |                                                               |                                                               |                                                               | due figlie                                                    | due figlie                                                    | due figlie                   | due figlie                   | due figlie                           | due figlie                           |                                      |                                      | altri due figli e due figlie                                     | altri due figli e due figlie                                     | altri due figli e due figlie                                     | altri due figli e due figlie                                     | altri due figli e due figlie                                         | altri due figli e due figlie                                         |                                                                      |                                                                      | Enrico III margravio di Meißen e langravio di Turingia tre mogli e quattro figli († 15 febbraio 1288) | Enrico III margravio di Meißen e langravio di Turingia tre mogli e quattro figli († 15 febbraio 1288) | Enrico III margravio di Meißen e langravio di Turingia tre mogli e quattro figli († 15 febbraio 1288) | Enrico III margravio di Meißen e langravio di Turingia tre mogli e quattro figli († 15 febbraio 1288) | Enrico III margravio di Meißen e langravio di Turingia tre mogli e quattro figli († 15 febbraio 1288) | Enrico III margravio di Meißen e langravio di Turingia tre mogli e quattro figli († 15 febbraio 1288) |                                                                |                                                                | due figli e tre figlie                                                       | due figli e tre figlie                                                       | due figli e tre figlie                                                       | due figli e tre figlie                                                       | due figli e tre figlie                                                                        | due figli e tre figlie                                                                        |                                                                                               |                                                                                               |                                                                                               |                                                                                               |                                      |                                      |                                                                    |                                                                    |                                                                    |                                                                    |                                                                               |                                                                               |                                                                               |                                                                               |                                                                               |                                                                               |                                                                |                                                                |                                                                |                                                                |                                                          |                                                          |                                                                             |                                                                             |                                                                             |                                                                             |                                                                             |                                                                             |                                                                          |                                                                          |                                                             |                                                             |                                                             |                                                             | due figli                                                   | due figli                                                   | due figli                                           | due figli                                           | due figli                                    | due figli                                    |                                              |                                              |                                              |                                              |                         |                         |                             |                             |                                                          |                                                          | due figli e due figlie                                   | due figli e due figlie                                   | due figli e due figlie                                   | due figli e due figlie                                   | due figli e due figlie                                          | due figli e due figlie                                          |                                                                 |                                                                 |                                                                 |                                                                 |                                                   |                                                   |                                                                           |                                                                           |                                                                           |                                                                           |                                                                           |                                                                           |                                                                   |                                                                   |                        |                        |                        |                        |                        |                        |           |           |                            |                            |                            |                            |                            |                            |  |  |  |  |  |  |  |  |  |  |  |  |  |  |  |  |  |  |
|                                                               |                                                               |                                                               |                                                               | due figlie                                                    | due figlie                                                    | due figlie                   | due figlie                   | due figlie                           | due figlie                           |                                      |                                      | altri due figli e due figlie                                     | altri due figli e due figlie                                     | altri due figli e due figlie                                     | altri due figli e due figlie                                     | altri due figli e due figlie                                         | altri due figli e due figlie                                         |                                                                      |                                                                      | Enrico III margravio di Meißen e langravio di Turingia tre mogli e quattro figli († 15 febbraio 1288) | Enrico III margravio di Meißen e langravio di Turingia tre mogli e quattro figli († 15 febbraio 1288) | Enrico III margravio di Meißen e langravio di Turingia tre mogli e quattro figli († 15 febbraio 1288) | Enrico III margravio di Meißen e langravio di Turingia tre mogli e quattro figli († 15 febbraio 1288) | Enrico III margravio di Meißen e langravio di Turingia tre mogli e quattro figli († 15 febbraio 1288) | Enrico III margravio di Meißen e langravio di Turingia tre mogli e quattro figli († 15 febbraio 1288) |                                                                |                                                                | due figli e tre figlie                                                       | due figli e tre figlie                                                       | due figli e tre figlie                                                       | due figli e tre figlie                                                       | due figli e tre figlie                                                                        | due figli e tre figlie                                                                        |                                                                                               |                                                                                               |                                                                                               |                                                                                               |                                      |                                      |                                                                    |                                                                    |                                                                    |                                                                    |                                                                               |                                                                               |                                                                               |                                                                               |                                                                               |                                                                               |                                                                |                                                                |                                                                |                                                                |                                                          |                                                          |                                                                             |                                                                             |                                                                             |                                                                             |                                                                             |                                                                             |                                                                          |                                                                          |                                                             |                                                             |                                                             |                                                             | due figli                                                   | due figli                                                   | due figli                                           | due figli                                           | due figli                                    | due figli                                    |                                              |                                              |                                              |                                              |                         |                         |                             |                             |                                                          |                                                          | due figli e due figlie                                   | due figli e due figlie                                   | due figli e due figlie                                   | due figli e due figlie                                   | due figli e due figlie                                          | due figli e due figlie                                          |                                                                 |                                                                 |                                                                 |                                                                 |                                                   |                                                   |                                                                           |                                                                           |                                                                           |                                                                           |                                                                           |                                                                           |                                                                   |                                                                   |                        |                        |                        |                        |                        |                        |           |           |                            |                            |                            |                            |                            |                            |  |  |  |  |  |  |  |  |  |  |  |  |  |  |  |  |  |  |
|                                                               |                                                               |                                                               |                                                               |                                                               |                                                               |                              |                              |                                      |                                      |                                      |                                      |                                                                  |                                                                  |                                                                  |                                                                  |                                                                      |                                                                      |                                                                      |                                                                      | | | | | | |                                                                |                                                                |                                                                              |                                                                              |                                                                              |                                                                              |                                                                                               |                                                                                               |                                                                                               |                                                                                               |                                                                                               |                                                                                               |                                      |                                      |                                                                    |                                                                    |                                                                    |                                                                    |                                                                               |                                                                               |                                                                               |                                                                               |                                                                               |                                                                               |                                                                |                                                                |                                                                |                                                                |                                                          |                                                          |                                                                             |                                                                             |                                                                             |                                                                             |                                                                             |                                                                             |                                                                          |                                                                          |                                                             |                                                             |                                                             |                                                             |                                                             |                                                             |                                                     |                                                     |                                              |                                              |                                              |                                              |                                              |                                              |                         |                         |                             |                             |                                                          |                                                          |                                                          |                                                          |                                                          |                                                          |                                                                 |                                                                 |                                                                 |                                                                 |                                                                 |                                                                 |                                                   |                                                   |                                                                           |                                                                           |                                                                           |                                                                           |                                                                           |                                                                           |                                                                   |                                                                   |                        |                        |                        |                        |                        |                        |           |           |                            |                            |                            |                            |                            |                            |  |  |  |  |  |  |  |  |  |  |  |  |  |  |  |  |  |  |
| Enrico I di Anhalt dinastia ascanide († 1252)                 | Enrico I di Anhalt dinastia ascanide († 1252)                 | Enrico I di Anhalt dinastia ascanide († 1252)                 | Enrico I di Anhalt dinastia ascanide († 1252)                 | Enrico I di Anhalt dinastia ascanide († 1252)                 | Enrico I di Anhalt dinastia ascanide († 1252)                 |                              |                              | Ermengarda († 1244)                  | Ermengarda († 1244)                  | Ermengarda († 1244)                  | Ermengarda († 1244)                  | Ermengarda († 1244)                                              | Ermengarda († 1244)                                              |                                                                  |                                                                  | Ermanno († 31 dicembre 1216)                                         | Ermanno († 31 dicembre 1216)                                         | Ermanno († 31 dicembre 1216)                                         | Ermanno († 31 dicembre 1216)                                         | Ermanno († 31 dicembre 1216)                                                                          | Ermanno († 31 dicembre 1216)                                                                          | | | Ludovico IV langravio di Turingia († 11 settembre 1227)                                               | Ludovico IV langravio di Turingia († 11 settembre 1227)                                               | Ludovico IV langravio di Turingia († 11 settembre 1227)        | Ludovico IV langravio di Turingia († 11 settembre 1227)        | Ludovico IV langravio di Turingia († 11 settembre 1227)                      | Ludovico IV langravio di Turingia († 11 settembre 1227)                      |                                                                              |                                                                              | Elisabetta d'Ungheria dinastia degli Arpadi santa della chiesa cattolica († 17 novembre 1231) | Elisabetta d'Ungheria dinastia degli Arpadi santa della chiesa cattolica († 17 novembre 1231) | Elisabetta d'Ungheria dinastia degli Arpadi santa della chiesa cattolica († 17 novembre 1231) | Elisabetta d'Ungheria dinastia degli Arpadi santa della chiesa cattolica († 17 novembre 1231) | Elisabetta d'Ungheria dinastia degli Arpadi santa della chiesa cattolica († 17 novembre 1231) | Elisabetta d'Ungheria dinastia degli Arpadi santa della chiesa cattolica († 17 novembre 1231) |                                      |                                      | Elisabetta di Brandenburgo dinastia ascanide († 1231) prima moglie | Elisabetta di Brandenburgo dinastia ascanide († 1231) prima moglie | Elisabetta di Brandenburgo dinastia ascanide († 1231) prima moglie | Elisabetta di Brandenburgo dinastia ascanide († 1231) prima moglie | Elisabetta di Brandenburgo dinastia ascanide († 1231) prima moglie            | Elisabetta di Brandenburgo dinastia ascanide († 1231) prima moglie            |                                                                               |                                                                               | Gertrude dinastia Babenberg († 1240/1241) seconda moglie                      | Gertrude dinastia Babenberg († 1240/1241) seconda moglie                      | Gertrude dinastia Babenberg († 1240/1241) seconda moglie       | Gertrude dinastia Babenberg († 1240/1241) seconda moglie       | Gertrude dinastia Babenberg († 1240/1241) seconda moglie       | Gertrude dinastia Babenberg († 1240/1241) seconda moglie       |                                                          |                                                          | Enrico Raspe anti-re di Germania langravio di Turingia († 16 febbraio 1247) | Enrico Raspe anti-re di Germania langravio di Turingia († 16 febbraio 1247) | Enrico Raspe anti-re di Germania langravio di Turingia († 16 febbraio 1247) | Enrico Raspe anti-re di Germania langravio di Turingia († 16 febbraio 1247) | Enrico Raspe anti-re di Germania langravio di Turingia († 16 febbraio 1247) | Enrico Raspe anti-re di Germania langravio di Turingia († 16 febbraio 1247) |                                                                          |                                                                          | Beatrice di Brabante dinastia Reginar († 1288) terza moglie | Beatrice di Brabante dinastia Reginar († 1288) terza moglie | Beatrice di Brabante dinastia Reginar († 1288) terza moglie | Beatrice di Brabante dinastia Reginar († 1288) terza moglie | Beatrice di Brabante dinastia Reginar († 1288) terza moglie | Beatrice di Brabante dinastia Reginar († 1288) terza moglie |                                                     |                                                     | Enrico dinastia Babenberg († 3 gennaio 1228) | Enrico dinastia Babenberg († 3 gennaio 1228) | Enrico dinastia Babenberg († 3 gennaio 1228) | Enrico dinastia Babenberg († 3 gennaio 1228) | Enrico dinastia Babenberg († 3 gennaio 1228) | Enrico dinastia Babenberg († 3 gennaio 1228) |                         |                         | Agnese († 1247)             | Agnese († 1247)             | Agnese († 1247)                                          | Agnese († 1247)                                          | Agnese († 1247)                                          | Agnese († 1247)                                          |                                                          |                                                          | Alberto I duca di Sassonia dinastia ascanide († 7 ottobre 1260) | Alberto I duca di Sassonia dinastia ascanide († 7 ottobre 1260) | Alberto I duca di Sassonia dinastia ascanide († 7 ottobre 1260) | Alberto I duca di Sassonia dinastia ascanide († 7 ottobre 1260) | Alberto I duca di Sassonia dinastia ascanide († 7 ottobre 1260) | Alberto I duca di Sassonia dinastia ascanide († 7 ottobre 1260) |                                                   |                                                   | Corrado di Turingia gran maestro dell'Ordine Teutonico († 24 luglio 1240) | Corrado di Turingia gran maestro dell'Ordine Teutonico († 24 luglio 1240) | Corrado di Turingia gran maestro dell'Ordine Teutonico († 24 luglio 1240) | Corrado di Turingia gran maestro dell'Ordine Teutonico († 24 luglio 1240) | Corrado di Turingia gran maestro dell'Ordine Teutonico († 24 luglio 1240) | Corrado di Turingia gran maestro dell'Ordine Teutonico († 24 luglio 1240) |                                                                   |                                                                   |                        |                        |                        |                        |                        |                        |           |           |                            |                            |                            |                            |                            |                            |  |  |  |  |  |  |  |  |  |  |  |  |  |  |  |  |  |  |
| Enrico I di Anhalt dinastia ascanide († 1252)                 | Enrico I di Anhalt dinastia ascanide († 1252)                 | Enrico I di Anhalt dinastia ascanide († 1252)                 | Enrico I di Anhalt dinastia ascanide († 1252)                 | Enrico I di Anhalt dinastia ascanide († 1252)                 | Enrico I di Anhalt dinastia ascanide († 1252)                 |                              |                              | Ermengarda († 1244)                  | Ermengarda († 1244)                  | Ermengarda († 1244)                  | Ermengarda († 1244)                  | Ermengarda († 1244)                                              | Ermengarda († 1244)                                              |                                                                  |                                                                  | Ermanno († 31 dicembre 1216)                                         | Ermanno († 31 dicembre 1216)                                         | Ermanno († 31 dicembre 1216)                                         | Ermanno († 31 dicembre 1216)                                         | Ermanno († 31 dicembre 1216)                                                                          | Ermanno († 31 dicembre 1216)                                                                          | | | Ludovico IV langravio di Turingia († 11 settembre 1227)                                               | Ludovico IV langravio di Turingia († 11 settembre 1227)                                               | Ludovico IV langravio di Turingia († 11 settembre 1227)        | Ludovico IV langravio di Turingia († 11 settembre 1227)        | Ludovico IV langravio di Turingia († 11 settembre 1227)                      | Ludovico IV langravio di Turingia († 11 settembre 1227)                      |                                                                              |                                                                              | Elisabetta d'Ungheria dinastia degli Arpadi santa della chiesa cattolica († 17 novembre 1231) | Elisabetta d'Ungheria dinastia degli Arpadi santa della chiesa cattolica († 17 novembre 1231) | Elisabetta d'Ungheria dinastia degli Arpadi santa della chiesa cattolica († 17 novembre 1231) | Elisabetta d'Ungheria dinastia degli Arpadi santa della chiesa cattolica († 17 novembre 1231) | Elisabetta d'Ungheria dinastia degli Arpadi santa della chiesa cattolica († 17 novembre 1231) | Elisabetta d'Ungheria dinastia degli Arpadi santa della chiesa cattolica († 17 novembre 1231) |                                      |                                      | Elisabetta di Brandenburgo dinastia ascanide († 1231) prima moglie | Elisabetta di Brandenburgo dinastia ascanide († 1231) prima moglie | Elisabetta di Brandenburgo dinastia ascanide († 1231) prima moglie | Elisabetta di Brandenburgo dinastia ascanide († 1231) prima moglie | Elisabetta di Brandenburgo dinastia ascanide († 1231) prima moglie            | Elisabetta di Brandenburgo dinastia ascanide († 1231) prima moglie            |                                                                               |                                                                               | Gertrude dinastia Babenberg († 1240/1241) seconda moglie                      | Gertrude dinastia Babenberg († 1240/1241) seconda moglie                      | Gertrude dinastia Babenberg († 1240/1241) seconda moglie       | Gertrude dinastia Babenberg († 1240/1241) seconda moglie       | Gertrude dinastia Babenberg († 1240/1241) seconda moglie       | Gertrude dinastia Babenberg († 1240/1241) seconda moglie       |                                                          |                                                          | Enrico Raspe anti-re di Germania langravio di Turingia († 16 febbraio 1247) | Enrico Raspe anti-re di Germania langravio di Turingia († 16 febbraio 1247) | Enrico Raspe anti-re di Germania langravio di Turingia († 16 febbraio 1247) | Enrico Raspe anti-re di Germania langravio di Turingia († 16 febbraio 1247) | Enrico Raspe anti-re di Germania langravio di Turingia († 16 febbraio 1247) | Enrico Raspe anti-re di Germania langravio di Turingia († 16 febbraio 1247) |                                                                          |                                                                          | Beatrice di Brabante dinastia Reginar († 1288) terza moglie | Beatrice di Brabante dinastia Reginar († 1288) terza moglie | Beatrice di Brabante dinastia Reginar († 1288) terza moglie | Beatrice di Brabante dinastia Reginar († 1288) terza moglie | Beatrice di Brabante dinastia Reginar († 1288) terza moglie | Beatrice di Brabante dinastia Reginar († 1288) terza moglie |                                                     |                                                     | Enrico dinastia Babenberg († 3 gennaio 1228) | Enrico dinastia Babenberg († 3 gennaio 1228) | Enrico dinastia Babenberg († 3 gennaio 1228) | Enrico dinastia Babenberg († 3 gennaio 1228) | Enrico dinastia Babenberg († 3 gennaio 1228) | Enrico dinastia Babenberg († 3 gennaio 1228) |                         |                         | Agnese († 1247)             | Agnese († 1247)             | Agnese († 1247)                                          | Agnese († 1247)                                          | Agnese († 1247)                                          | Agnese († 1247)                                          |                                                          |                                                          | Alberto I duca di Sassonia dinastia ascanide († 7 ottobre 1260) | Alberto I duca di Sassonia dinastia ascanide († 7 ottobre 1260) | Alberto I duca di Sassonia dinastia ascanide († 7 ottobre 1260) | Alberto I duca di Sassonia dinastia ascanide († 7 ottobre 1260) | Alberto I duca di Sassonia dinastia ascanide († 7 ottobre 1260) | Alberto I duca di Sassonia dinastia ascanide († 7 ottobre 1260) |                                                   |                                                   | Corrado di Turingia gran maestro dell'Ordine Teutonico († 24 luglio 1240) | Corrado di Turingia gran maestro dell'Ordine Teutonico († 24 luglio 1240) | Corrado di Turingia gran maestro dell'Ordine Teutonico († 24 luglio 1240) | Corrado di Turingia gran maestro dell'Ordine Teutonico († 24 luglio 1240) | Corrado di Turingia gran maestro dell'Ordine Teutonico († 24 luglio 1240) | Corrado di Turingia gran maestro dell'Ordine Teutonico († 24 luglio 1240) |                                                                   |                                                                   |                        |                        |                        |                        |                        |                        |           |           |                            |                            |                            |                            |                            |                            |  |  |  |  |  |  |  |  |  |  |  |  |  |  |  |  |  |  |
|                                                               |                                                               |                                                               |                                                               |                                                               |                                                               |                              |                              |                                      |                                      |                                      |                                      |                                                                  |                                                                  |                                                                  |                                                                  |                                                                      |                                                                      |                                                                      |                                                                      | | | | | | |                                                                |                                                                |                                                                              |                                                                              |                                                                              |                                                                              |                                                                                               |                                                                                               |                                                                                               |                                                                                               |                                                                                               |                                                                                               |                                      |                                      |                                                                    |                                                                    |                                                                    |                                                                    |                                                                               |                                                                               |                                                                               |                                                                               |                                                                               |                                                                               |                                                                |                                                                |                                                                |                                                                |                                                          |                                                          |                                                                             |                                                                             |                                                                             |                                                                             |                                                                             |                                                                             |                                                                          |                                                                          |                                                             |                                                             |                                                             |                                                             |                                                             |                                                             |                                                     |                                                     |                                              |                                              |                                              |                                              |                                              |                                              |                         |                         |                             |                             |                                                          |                                                          |                                                          |                                                          |                                                          |                                                          |                                                                 |                                                                 |                                                                 |                                                                 |                                                                 |                                                                 |                                                   |                                                   |                                                                           |                                                                           |                                                                           |                                                                           |                                                                           |                                                                           |                                                                   |                                                                   |                        |                        |                        |                        |                        |                        |           |           |                            |                            |                            |                            |                            |                            |  |  |  |  |  |  |  |  |  |  |  |  |  |  |  |  |  |  |
|                                                               |                                                               |                                                               |                                                               |                                                               |                                                               |                              |                              |                                      |                                      |                                      |                                      |                                                                  |                                                                  |                                                                  |                                                                  |                                                                      |                                                                      |                                                                      |                                                                      | | | | | | |                                                                |                                                                |                                                                              |                                                                              |                                                                              |                                                                              |                                                                                               |                                                                                               |                                                                                               |                                                                                               |                                                                                               |                                                                                               |                                      |                                      |                                                                    |                                                                    |                                                                    |                                                                    |                                                                               |                                                                               |                                                                               |                                                                               |                                                                               |                                                                               |                                                                |                                                                |                                                                |                                                                |                                                          |                                                          |                                                                             |                                                                             |                                                                             |                                                                             |                                                                             |                                                                             |                                                                          |                                                                          |                                                             |                                                             |                                                             |                                                             |                                                             |                                                             |                                                     |                                                     |                                              |                                              |                                              |                                              |                                              |                                              |                         |                         |                             |                             |                                                          |                                                          |                                                          |                                                          |                                                          |                                                          |                                                                 |                                                                 |                                                                 |                                                                 |                                                                 |                                                                 |                                                   |                                                   |                                                                           |                                                                           |                                                                           |                                                                           |                                                                           |                                                                           |                                                                   |                                                                   |                        |                        |                        |                        |                        |                        |           |           |                            |                            |                            |                            |                            |                            |  |  |  |  |  |  |  |  |  |  |  |  |  |  |  |  |  |  |
|                                                               |                                                               | sette figli e quattro figlie                                  | sette figli e quattro figlie                                  | sette figli e quattro figlie                                  | sette figli e quattro figlie                                  | sette figli e quattro figlie | sette figli e quattro figlie |                                      |                                      |                                      |                                      | Elena di Brunswick-Lüneburg dinastia Welfen († 6 settembre 1273) | Elena di Brunswick-Lüneburg dinastia Welfen († 6 settembre 1273) | Elena di Brunswick-Lüneburg dinastia Welfen († 6 settembre 1273) | Elena di Brunswick-Lüneburg dinastia Welfen († 6 settembre 1273) | Elena di Brunswick-Lüneburg dinastia Welfen († 6 settembre 1273)     | Elena di Brunswick-Lüneburg dinastia Welfen († 6 settembre 1273)     |                                                                      |                                                                      | Ermanno II langravio di Turingia († 3 gennaio 1241)                                                   | Ermanno II langravio di Turingia († 3 gennaio 1241)                                                   | Ermanno II langravio di Turingia († 3 gennaio 1241)                                                   | Ermanno II langravio di Turingia († 3 gennaio 1241)                                                   | Ermanno II langravio di Turingia († 3 gennaio 1241)                                                   | Ermanno II langravio di Turingia († 3 gennaio 1241)                                                   |                                                                |                                                                | Enrico II duca di Brabante e Lorena dinastia di Reginar († 1º febbraio 1248) | Enrico II duca di Brabante e Lorena dinastia di Reginar († 1º febbraio 1248) | Enrico II duca di Brabante e Lorena dinastia di Reginar († 1º febbraio 1248) | Enrico II duca di Brabante e Lorena dinastia di Reginar († 1º febbraio 1248) | Enrico II duca di Brabante e Lorena dinastia di Reginar († 1º febbraio 1248)                  | Enrico II duca di Brabante e Lorena dinastia di Reginar († 1º febbraio 1248)                  |                                                                                               |                                                                                               | Sofia di Turingia († 29 maggio 1275)                                                          | Sofia di Turingia († 29 maggio 1275)                                                          | Sofia di Turingia († 29 maggio 1275) | Sofia di Turingia († 29 maggio 1275) | Sofia di Turingia († 29 maggio 1275)                               | Sofia di Turingia († 29 maggio 1275)                               |                                                                    |                                                                    | Gertrude badessa di Altenberg beata della chiesa cattolica († 13 agosto 1297) | Gertrude badessa di Altenberg beata della chiesa cattolica († 13 agosto 1297) | Gertrude badessa di Altenberg beata della chiesa cattolica († 13 agosto 1297) | Gertrude badessa di Altenberg beata della chiesa cattolica († 13 agosto 1297) | Gertrude badessa di Altenberg beata della chiesa cattolica († 13 agosto 1297) | Gertrude badessa di Altenberg beata della chiesa cattolica († 13 agosto 1297) |                                                                |                                                                |                                                                |                                                                |                                                          |                                                          |                                                                             |                                                                             |                                                                             |                                                                             |                                                                             |                                                                             |                                                                          |                                                                          |                                                             |                                                             |                                                             |                                                             |                                                             |                                                             |                                                     |                                                     |                                              |                                              |                                              |                                              | una figlia                                   | una figlia                                   | una figlia              | una figlia              | una figlia                  | una figlia                  |                                                          |                                                          | tre figlie                                               | tre figlie                                               | tre figlie                                               | tre figlie                                               | tre figlie                                                      | tre figlie                                                      |                                                                 |                                                                 |                                                                 |                                                                 |                                                   |                                                   |                                                                           |                                                                           |                                                                           |                                                                           |                                                                           |                                                                           |                                                                   |                                                                   |                        |                        |                        |                        |                        |                        |           |           |                            |                            |                            |                            |                            |                            |  |  |  |  |  |  |  |  |  |  |  |  |  |  |  |  |  |  |
|                                                               |                                                               | sette figli e quattro figlie                                  | sette figli e quattro figlie                                  | sette figli e quattro figlie                                  | sette figli e quattro figlie                                  | sette figli e quattro figlie | sette figli e quattro figlie |                                      |                                      |                                      |                                      | Elena di Brunswick-Lüneburg dinastia Welfen († 6 settembre 1273) | Elena di Brunswick-Lüneburg dinastia Welfen († 6 settembre 1273) | Elena di Brunswick-Lüneburg dinastia Welfen († 6 settembre 1273) | Elena di Brunswick-Lüneburg dinastia Welfen († 6 settembre 1273) | Elena di Brunswick-Lüneburg dinastia Welfen († 6 settembre 1273)     | Elena di Brunswick-Lüneburg dinastia Welfen († 6 settembre 1273)     |                                                                      |                                                                      | Ermanno II langravio di Turingia († 3 gennaio 1241)                                                   | Ermanno II langravio di Turingia († 3 gennaio 1241)                                                   | Ermanno II langravio di Turingia († 3 gennaio 1241)                                                   | Ermanno II langravio di Turingia († 3 gennaio 1241)                                                   | Ermanno II langravio di Turingia († 3 gennaio 1241)                                                   | Ermanno II langravio di Turingia († 3 gennaio 1241)                                                   |                                                                |                                                                | Enrico II duca di Brabante e Lorena dinastia di Reginar († 1º febbraio 1248) | Enrico II duca di Brabante e Lorena dinastia di Reginar († 1º febbraio 1248) | Enrico II duca di Brabante e Lorena dinastia di Reginar († 1º febbraio 1248) | Enrico II duca di Brabante e Lorena dinastia di Reginar († 1º febbraio 1248) | Enrico II duca di Brabante e Lorena dinastia di Reginar († 1º febbraio 1248)                  | Enrico II duca di Brabante e Lorena dinastia di Reginar († 1º febbraio 1248)                  |                                                                                               |                                                                                               | Sofia di Turingia († 29 maggio 1275)                                                          | Sofia di Turingia († 29 maggio 1275)                                                          | Sofia di Turingia († 29 maggio 1275) | Sofia di Turingia († 29 maggio 1275) | Sofia di Turingia († 29 maggio 1275)                               | Sofia di Turingia († 29 maggio 1275)                               |                                                                    |                                                                    | Gertrude badessa di Altenberg beata della chiesa cattolica († 13 agosto 1297) | Gertrude badessa di Altenberg beata della chiesa cattolica († 13 agosto 1297) | Gertrude badessa di Altenberg beata della chiesa cattolica († 13 agosto 1297) | Gertrude badessa di Altenberg beata della chiesa cattolica († 13 agosto 1297) | Gertrude badessa di Altenberg beata della chiesa cattolica († 13 agosto 1297) | Gertrude badessa di Altenberg beata della chiesa cattolica († 13 agosto 1297) |                                                                |                                                                |                                                                |                                                                |                                                          |                                                          |                                                                             |                                                                             |                                                                             |                                                                             |                                                                             |                                                                             |                                                                          |                                                                          |                                                             |                                                             |                                                             |                                                             |                                                             |                                                             |                                                     |                                                     |                                              |                                              |                                              |                                              | una figlia                                   | una figlia                                   | una figlia              | una figlia              | una figlia                  | una figlia                  |                                                          |                                                          | tre figlie                                               | tre figlie                                               | tre figlie                                               | tre figlie                                               | tre figlie                                                      | tre figlie                                                      |                                                                 |                                                                 |                                                                 |                                                                 |                                                   |                                                   |                                                                           |                                                                           |                                                                           |                                                                           |                                                                           |                                                                           |                                                                   |                                                                   |                        |                        |                        |                        |                        |                        |           |           |                            |                            |                            |                            |                            |                            |  |  |  |  |  |  |  |  |  |  |  |  |  |  |  |  |  |  |
|                                                               |                                                               |                                                               |                                                               |                                                               |                                                               |                              |                              |                                      |                                      |                                      |                                      |                                                                  |                                                                  |                                                                  |                                                                  |                                                                      |                                                                      |                                                                      |                                                                      | | | | | | |                                                                |                                                                |                                                                              |                                                                              |                                                                              |                                                                              |                                                                                               |                                                                                               |                                                                                               |                                                                                               |                                                                                               |                                                                                               |                                      |                                      |                                                                    |                                                                    |                                                                    |                                                                    |                                                                               |                                                                               |                                                                               |                                                                               |                                                                               |                                                                               |                                                                |                                                                |                                                                |                                                                |                                                          |                                                          |                                                                             |                                                                             |                                                                             |                                                                             |                                                                             |                                                                             |                                                                          |                                                                          |                                                             |                                                             |                                                             |                                                             |                                                             |                                                             |                                                     |                                                     |                                              |                                              |                                              |                                              |                                              |                                              |                         |                         |                             |                             |                                                          |                                                          |                                                          |                                                          |                                                          |                                                          |                                                                 |                                                                 |                                                                 |                                                                 |                                                                 |                                                                 |                                                   |                                                   |                                                                           |                                                                           |                                                                           |                                                                           |                                                                           |                                                                           |                                                                   |                                                                   |                        |                        |                        |                        |                        |                        |           |           |                            |                            |                            |                            |                            |                            |  |  |  |  |  |  |  |  |  |  |  |  |  |  |  |  |  |  |
|                                                               |                                                               |                                                               |                                                               |                                                               |                                                               |                              |                              |                                      |                                      |                                      |                                      |                                                                  |                                                                  |                                                                  |                                                                  |                                                                      |                                                                      |                                                                      |                                                                      | | | | | | |                                                                |                                                                |                                                                              |                                                                              |                                                                              |                                                                              | un figlio e una figlia                                                                        |                                                                                               |                                                                                               |                                                                                               |                                                                                               |                                                                                               |                                      |                                      |                                                                    |                                                                    |                                                                    |                                                                    |                                                                               |                                                                               |                                                                               |                                                                               |                                                                               |                                                                               |                                                                |                                                                |                                                                |                                                                |                                                          |                                                          |                                                                             |                                                                             |                                                                             |                                                                             |                                                                             |                                                                             |                                                                          |                                                                          |                                                             |                                                             |                                                             |                                                             |                                                             |                                                             |                                                     |                                                     |                                              |                                              |                                              |                                              |                                              |                                              |                         |                         |                             |                             |                                                          |                                                          |                                                          |                                                          |                                                          |                                                          |                                                                 |                                                                 |                                                                 |                                                                 |                                                                 |                                                                 |                                                   |                                                   |                                                                           |                                                                           |                                                                           |                                                                           |                                                                           |                                                                           |                                                                   |                                                                   |                        |                        |                        |                        |                        |                        |           |           |                            |                            |                            |                            |                            |                            |  |  |  |  |  |  |  |  |  |  |  |  |  |  |  |  |  |  |

### Annotazioni
1. ↑  NOTA: le corone poste sopra alcune caselle stanno ad indicare solo la principale linea di successione in Turingia: nell'albero sono infatti presenti alcune persone con incarichi comitali, margraviali, ducati o reali senza la corona. Il disegno di quest'ultime, inoltre, sono proprie dell'età moderna piuttosto che del medioevo. Il nome "Luigi" è intercambiabile con "Ludovico", così come "Giuditta" con "Jutta". Diversi ascendenti dei coniugi sono stati omessi per ragioni di spazio, eccetto di certuni importanti, segnalati in una nota; i figli appartenente ad altre dinastie sono stati invece segnalati sommamente. Ulteriori approfondimenti nella pagina dei Langravi di Turingia in Progetto Terre medievali.
2. ↑  Figlia di Bertoldo, conte di Sangerhausen, e di Gisella, figlia di Bruno I di Brunswick e appartenente alla dinastia dei Brunonidi, dinastia forse discendente dai Liudolfingi; essa era dunque nipote dall'imperatrice (tale grazie al terzo matrimonio) Gisella di Svevia.
3. ↑  Figlia di Lotario Udo II, margravio della marca del Nord, e di Oda di Werl, oltre che vedova del conte palatino di Sassonia Federico III.
4. ↑  Figlia di Corrado, conte di Wertin (figlio di Teodorico I di Lusazia) e della moglie Othildis di Katlenberg.
5. ↑  Figlio di Ulrico I, margravio di Carniola e d'Istria. e di Sofia d'Ungheria, a sua volta figlia di Béla I d'Ungheria e di Richeza d'Ungheria.
6. ↑  Figlia di Cunegonda di Bilstein, che sposò Enrico Raspe I, cognato di Edvige.
7. ↑  Madre di Edvige di Gudensberg; con questo matrimonio, ne divenne anche la cognata.
8. ↑  Figlia di Federico II, duca di Svevia e di Agnese di Saarbrücken; era inoltre sorellastra dell'imperatore Federico Barbarossa.
9. ↑  Figlio di Soběslav I, duca di Boemia e di Adelaide d'Ungheria.
10. ↑  Figlio di Alberto l'Orso, margravio di Bradenburgo e duca di Sassonia, e di Sofia di Winzenburg.
11. ↑  Figlio di Vladislao I, duca di Boemia e di Richeza di Berg.
12. ↑  Figlia di Teodorico II di Kleve e di Adelaide di Sulzbach.
13. ↑  Figlia di Richeza di Polonia e di un uomo non identificato. Vedova del re di Danimarca Valdemaro I.
14. ↑  Vedova di Enrico di Wettin, figlio di Corrado il Grande, margravio di Meißen; forse da identificare con Sofia di Sommerschenburg, figlia di Federico II di Sommerschenburg e di Liutgarda di Stade, quest'ultima appartenente alla dinastia Odoniana; l'affiliazione è però incerta.
15. ↑  Figlia di Ottone I, duca di Baviera, e di Agnese di Loon.
16. ↑  Figlio di Dedi III, margravio di Lusazia, e di Matilde di Heinsberg.
17. ↑  Figlio di Sigfrido III di Weimar-Orlamünde e di Sofia di Danimarca.
18. ↑  Figlio di Bernardo, duca di Sassonia, e di Brigitta di Danimarca, figlia di Canuto V di Danimarca.
19. ↑  Figlia di Andrea II, re d'Ungheria, e di Gertrude di Merania.
20. ↑  Figlia di Alberto II, margravio di Bradenburgo, e di Matilde di Groitzsch, figlia del margravio Corrado II di Lusazia.
21. ↑  Figlia di Leopoldo VI, duca d'Austria, e di Teodora Angelina.
22. ↑  Figlia di Enrico II, duca di Brabante e di Lorena, e di Maria di Svevia.
23. ↑  Figlio di Leopoldo VI, duca d'Austria, e di Teodora Angelina.
24. ↑  Figlio del duca Bernardo III, duca di Sassonia, e di Brigitta di Danimarca.
25. ↑  Figlia di Ottone I, primo duca di Brunswick-Lüneburg, e di Matilde del Brandeburgo.
26. ↑  Figlio di Enrico I, duca di Brabante e di Lorena, e di Matilde di Lorena.

### Riferimenti
1. ↑  Wolfgang Streguweit: Geschichte der Münzstätte Gotha vom 12. bis zum 19. Jahrhundert, Weimar, 1987, p. 24